# T-60
Der T-60 war ein leichter Panzer der Zeit des Zweiten Weltkrieges aus sowjetischer Produktion. Das Konstruktionsbüro des Werks Nr. 37 in Moskau entwickelte den T-60 im August des Jahres 1941 auf Basis der späteren Ausführungen des kleinen Panzers T-40. Chefkonstrukteur war Nikolai Alexandrowitsch Astrow, einer der damals führenden Spezialisten in der Entwicklung leichter Panzer. Die Rote Armee übernahm den Panzer im September 1941. Die Serienfertigung des Modells lief bis Februar 1943.
Die Rote Armee setzte den T-60 hauptsächlich in der ersten Hälfte des Krieges gegen Deutschland ein. Die meisten dieser Panzer kamen im Zeitraum von November 1941 bis Frühjahr 1943 zum Einsatz. Von vornherein wurden Bewaffnung und Feuerkraft des T-60 als zu schwach angesehen. Fast alle Panzer gingen verloren, so dass der Typ bereits im Sommer 1943 aus den Panzertruppen verschwunden war. Eine bedeutende Rolle spielten T-60 im Rahmen der Operation „Iskra“ beim Entsatz Leningrads im Januar 1943. Einzelne verbliebene Fahrzeuge verwendete die Armee zu Hilfs- und Ausbildungszwecken bis Kriegsende.
Trotz aller Mängel des Entwurfs war der T-60 unter den katastrophalen Bedingungen nach dem deutschen Überfall im Jahr 1941 eine einstweilige Lösung des Problems, wie die Truppen nach den riesigen Verlusten in einem möglichst kurzen Zeitraum bei minimalen Kosten mit den dringend erforderlichen Panzern ausgerüstet werden konnten. Auch besaß seine Konstruktion Potential für Weiterentwicklungen. Schon im Dezember 1941 erschien der T-70. Er sollte der direkte Nachfolger des T-60 und der meistgebaute sowjetische leichte Panzer des Zweiten Weltkriegs werden.

## Geschichte

### Vorgeschichte

#### Auftrag zur Produktion des T-50 im Werk Nr. 37
Ende Juni 1941, einige Tage nach Beginn des Deutsch-Sowjetischen Krieges, erließ das Staatliche Verteidigungskomitee eine Resolution, die die Organisation der Serienproduktion des leichten Panzers vom Typ T-50 im Moskauer Werk Nr. 37 anwies. Vor dem Krieg war dieser Betrieb Hersteller des kleinen Schwimmpanzers T-40 und als solcher hatte dieser Anfang des Jahres 1941 erhebliche Schwierigkeiten mit der Erfüllung der Lieferpläne an die Rote Armee. Erst kurz vor der Beauftragung der Fertigung des T-50 hatte das Werk Nr. 37 die Maßnahmen zur Kapazitätssteigerung für den Bau der T-40-Panzer in der geforderten Qualität und Anzahl abgeschlossen.
Die Fertigung des T-50, eines für seine Zeit sehr fortschrittlicher leichter Panzers, war auch auf den neuen Anlagen dieses Betriebs eine schwierig zu meisternde Forderung. Die Panzerung des T-50 war 37 mm stark und für das Walzen und Schweißen solcher Stahlplatten hatte weder das Werk Nr. 37 noch die zuliefernden Werkstätten geeignete Einrichtungen. Die Betriebsführung war von der Anweisung entsprechend schockiert, begann aber einige Arbeiten zur Vorbereitung der Serienproduktion des T-50. Es fanden sich keine Lösungsansätze für die Produktion und der Forderung aus Moskau zu folgen war in der Kriegszeit somit ein Verschwendung von Zeit und Ressourcen.

#### Entwicklung einer Alternative
Unter dem Druck der Führung und in Anbetracht einer möglichen Strafverfolgung waren die Verantwortlichen des Werks Nr. 37 in einer schwierigen Situation und unschlüssig. Zu diesem Zeitpunkt, Ende Juli 1941, wurde auf Initiative zweier leitender Mitarbeiter des Betriebes, dem Leitenden Konstrukteur N. A. Astrow und dem Leiter der militärischen Abnahme W. P. Okunew, eine nicht schwimmfähige Version des T-40 entwickelt: Durch Weglassen aller Ausrüstung zur Wasserfahrt wurde die Konstruktion einfacher und billiger, der Panzerschutz im Frontbereich konnte, da das Gewicht der Auftriebskörper eingespart wurde, leicht verstärkt werden.
Die Werksleitung verfasste einen Brief an den Staatschef Stalin persönlich. Dieser wurde in Moskau in einen speziellen Briefkasten eingeworfen und am folgenden Tag inspizierte der Volkskommissar der Panzerindustrie W. A. Malyschew das Werk. Er begutachtete die Pläne des neuen Fahrzeugs und vermeldete den hohen Wert Astrows und Okunews Entwurf an das Staatliche Verteidigungskomitee.

#### Gründe für die Fertigung des T-60
Der wichtigste Grund für die folgende Bewertung durch das Verteidigungskomitee war dann die Möglichkeit einer großangelegten Massenproduktion solcher Fahrzeuge in nicht spezialisierten Betrieben als Notersatz für die sich abzeichnenden katastrophalen Verluste der Roten Armee. Auch wenn der Entwurf des T-60 kaum als begleitendes Unterstützungsfahrzeug für die sowjetische Infanterie geeignet sein würde, so würde er doch eine günstig zu fertigende spürbare Steigerung der Kampfkraft der in der Abwehr stehenden sowjetischen Verbände darstellen. Das Fahrzeug würde sogar örtliche Gegenangriffe gegen Infanterie und leicht gepanzerte Fahrzeuge ermöglichen, wenn in der Stellung des Gegners keine Panzerabwehrgeschütze vorhanden waren. Als Ergebnis wurde mit Stalins Zustimmung die Umstellung auf die Produktion des T-50 widerrufen, ein neuer Befehl hingegen stellte die Aufgabe, in kurzer Zeit 10.000 vereinfachte T-40 zu bauen.

#### Bezeichnung des neuen Panzertypen
Die ursprüngliche Bezeichnung für diese Ausführung war T-60, als logische Fortsetzung der Reihe T-40 und T-50, aber in der Praxis der Roten Armee wurden sie weiterhin T-40 genannt. Der genauere Index T-40S wurde selten in Dokumenten des Werks Nr. 37 benutzt und fand eine breitere Verwendung erst in Nachkriegspublikationen.

#### Weiterentwicklung des Ursprungentwurfs zum T-30
Während des Besuches im Werk Nr. 37 schlug W. A. Malyschew eine Umbewaffnung des vereinfachten T-40 mit einer 20-mm-Flugzeugkanone anstatt des überschweren DSchK-Maschinengewehres vor. Er organisierte ein Treffen zwischen Astrow und dem Flugzeugwaffen-Entwickler B. G. Schpitalny. Als Ergebnis wurde in Zusammenarbeit eine Kampfwagenvariante der automatischen 20-mm-SchWAK-Kanone entwickelt, die SchWAK-T. In dieser Zeit wurde die Panzerwanne des T-40S durch Entfernung der verbliebenen, unnützen Propellernische weiter vereinfacht, sowie die Frontalpanzerung bis auf 20 mm Dicke verstärkt. Der Prototyp der Ausführung hieß „Objekt 030“, so erhielten die Serienfahrzeuge den Namen T-30. Aber, wie die Bezeichnung T-40S, wurde der Index T-30 selten in Armeedokumenten benutzt und fand eine breitere Verwendung ebenfalls erst in Publikationen nach dem Krieg. Seit September 1941 wurden die ersten SchWAK-T-Kanonen auf T-30 montiert, damit hatte das Werk Nr. 37 die letzte Ausführung der T-40-Fahrzeugreihe entwickelt. Später wurde diese T-30Sch genannt. Doch trotz all den Bemühungen behielten die Landvarianten des T-40 eine bootsähnliche Panzerwanne, die relativ kompliziert in der Fertigung der Teile und im Zusammenbau blieb.

### Entwicklung des T-60

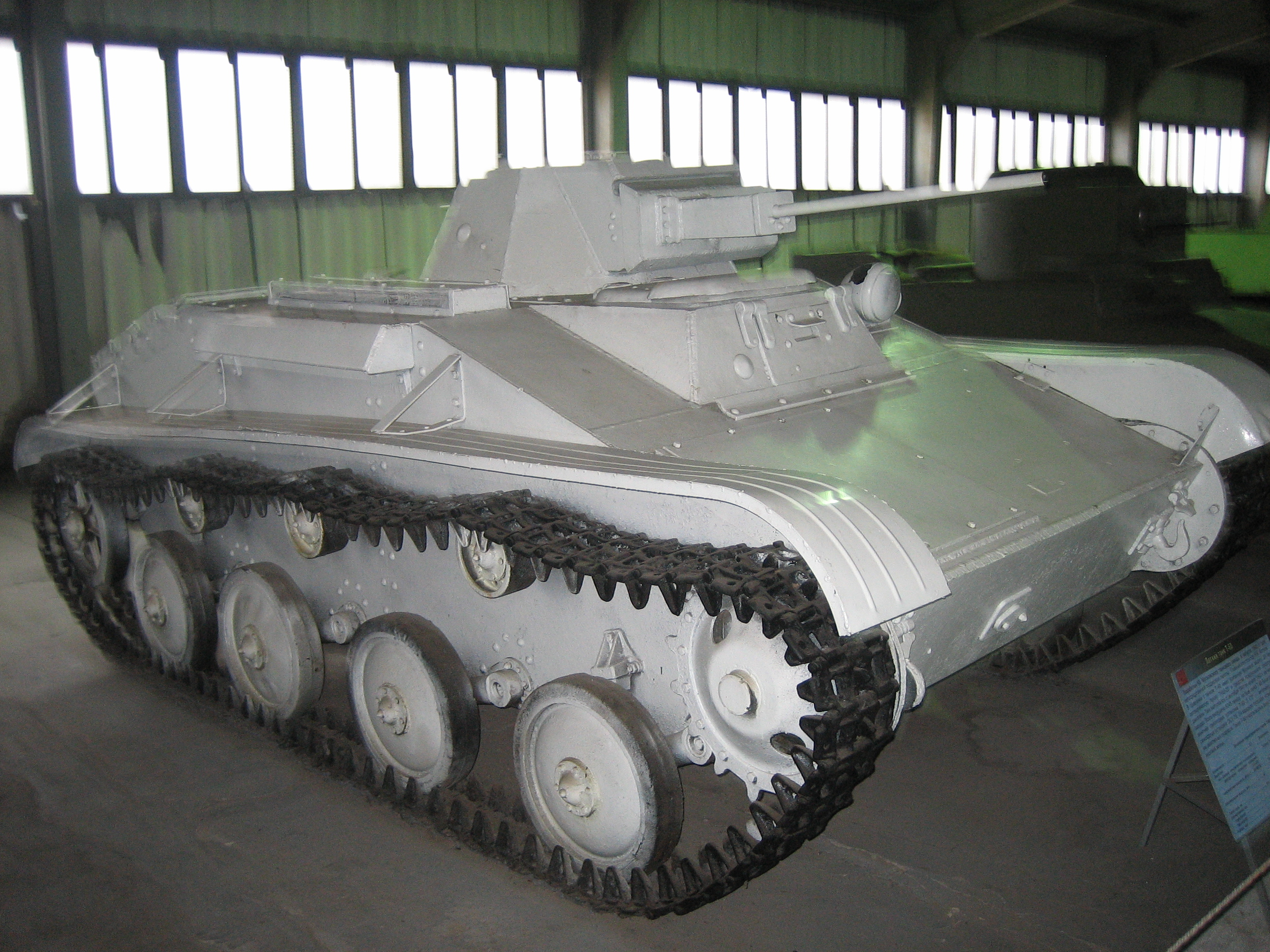
Leichter Panzer T-60 im Panzermuseum Kubinka

#### Änderung von Wanne und Turm
Das letzte Überbleibsel des Amphibienfahrzeuges, die bootsähnliche Panzerwanne, wurde schließlich im August 1941 im Laufe der nächsten Entwicklungsstufe abgeschafft. Ingenieur A. W. Bogatschew entwarf eine neue Variante mit einfachen Außenformen, verstärkter Panzerung und niedriger Höhe. Der frontale Teil wies eine große Neigung der Panzerplatten auf. Die Pressen für die Fertigung der Türme für die T-40 in der Form eines Kegelstumpfes waren zu schwach, um verstärkte Platten für diesen zu biegen. Deshalb wurde der gestanzte Turm durch eine neue geschweißte, achtseitige Konstruktion in der Form eines Pyramidenstumpfes ersetzt. Ingenieur Ju. P. Judowitsch war Entwickler des Turmes.

#### Prototyp 0-60
Der gebaute Prototyp trug die Fabrikbezeichnung 0-60 und die Rote Armee nahm ihn als T-60 für den eigenen Dienst an. Alle getroffenen Maßnahmen ermöglichten die weitere Vereinfachung und Verbilligung des Entwurfes. Noch im August begann das Werk Nr. 37 die ersten T-60-Serienfahrzeuge zu bauen. Die für die Produktion in anderen Betrieben erforderlichen Unterlagen und Skizzen wurden vorbereitet. Ende August 1941 überführte Astrow selbst den T-60-Prototyp aus Moskau nach Gorki. Diese 400-km-Fahrt wurde von der Staatsführung als Mobilitätsprüfung angerechnet. Der Panzer wurde zum Gorkowski Awtomobilny Sawod (GAS) gebracht, um hier seine Serienproduktion zu organisieren.

#### Verlegung der Werke 1941
Aber der tiefe deutsche Vormarsch in das sowjetische Territorium führte zur Evakuierung des Zulieferers der Panzerwannen aus der Stadt Podolsk, die sich nun in der Nähe der Frontlinien befand. Ein weiterer Zulieferbetrieb, das Ischorski Sawod in Leningrad, wurde durch eine Blockade abgeschnitten. Damit hatte das Werk den Zugang zum gehärteten Panzerstahl verloren. Die verbliebenen Hüttenbetriebe lieferten nur Wannen aus homogenen Stahlplatten. In der Folge wurde die untere Frontalplatte des T-60 auf eine Dicke von 25 mm verstärkt, um die geringere Schutzwirkung dieser Panzerung zu kompensieren. Ende Oktobers 1941 war eine Zeit weiterer Erfolge der Wehrmacht, die intensive Luftangriffe auf Moskau erlaubten. Es drohte zudem die Eroberung der Stadt. Im November 1941 begann die kriegsbedingte Evakuierung des Werks Nr. 37 nach Swerdlowsk. Hierdurch verlor das Werk innerhalb der sowjetischen Rüstung den Status als führender Entwicklungsbetrieb für leichte Panzer.

#### Qualifizierung von GAS als T-60 Werk
Mit einer dortigen Gruppe hochqualifizierter Ingenieure und Technologen (A. M. Krieger, A. Ja. Freidlin, S. A. Batanow, K. M. Tschiwkunow) adaptierte N. A. Astrow den Entwurf für die Bedingungen des GAS. Er wurde weiter vereinfacht (z. B. wurde das Führungsrad mit den Laufrollen vereinheitlicht) und zugleich durch die Einführung eines Motorvorwärmers verbessert. Noch zum 1. Oktober 1941 wurden die ersten bei GAS in Serie gefertigten T-60 an die Rote Armee geliefert. Diese Fahrzeuge erhielten einen zur Erhöhung der Zuverlässigkeit von 85 auf 70 PS gedrosselten Motor vom Typ „GAS-11 Model 202“.

#### Verbesserungen nach dem erste Fronteinsatz
Die ersten Gefechtserfahrungen mit dem T-60 zeigten, dass die Frontpanzerung sogar gegen leichte Panzerabwehrwaffen der Infanterie, wie die Panzerbüchse 38 oder 39, zu schwach war. Deshalb wurden die Panzer mit Zusatzpanzerung ausgestattet. Die 10 mm starken Panzerplatten wurden vor der eigentlichen 25-mm-Bugpanzerung mit einer geringeren Neigung montiert. Dieses Vorgehen sollte für den Effekt einer Schottpanzerung sorgen, wie auch bei einigen deutschen Kampffahrzeugen montiert (Zerschellerplatten an Panzerspähwagen, Schottpanzerung bei Panzer III und Panzer IV) war. Hierbei sollte die dünne vordere Panzerplatte bei Sprenggeschossen eine frühzeitige Zündauslösung und bei Wuchtgeschossen eine Reduktion der kinetischen Energie und eine Ablenkung der Flugbahn bewirken. Die Hauptpanzerung sollte so eher Splittern oder deformierten Projektilen ohne Kappe widerstehen. Mit dieser Verbesserung wurde jedenfalls der Schutz bei Treffern von Panzerbüchsen sowie 20-mm- oder 37-mm-Geschossen gesteigert.
Das vom T-40 entlehnte Fahrgestell besaß einige negative Eigenschaften. Infolge der Drehstabfederung ohne Stoßdämpfer kam es zu starken Längsschwingungen der kurzen Panzerwanne bei Geländefahrt. Bei Konstruktion des T-40 wurden diese durch Verwendung von Drehstäben mit verschiedenen Federstärken gemildert. Durch die Veränderung des Fahrzeuggewichts beim Entwurf des T-60 und durch die höheren Rückstoßkräfte beim Abschuss der TNSch-Maschinenkanone kam es wieder zu unerwünschten Schwingungen der Fahrzeugwanne. Für den T-60 war das gezielte Schießen mit dieser Waffe nur im Stillstand bei kurzen Feuerstößen von zwei bis drei Schüssen möglich. Schießen in der Bewegung oder Dauerfeuer verursachten ein Aufschwingen der Panzerwanne und einen enormen Präzisionsverlust. Die Durchschlagsleistung der TNSch-Maschinenkanone mit einer Standardmunition lag auf dem Niveau des DSchK-Maschinengewehres. Die Wirkung der Projektile bei einem Durchschlagen der gegnerischen Panzerung war nicht zufriedenstellend. Dies führte zu verschiedenen Entwürfen mit 37-mm-Maschinenkanonen oder 45-mm-Kampfwagenkanonen. Einige von ihnen wurden als Versuchsfahrzeuge erprobt.
Die Leistung des Antriebstrangs war im Hinblick auf das Gewicht des Fahrzeugs unbefriedigend, wodurch die Mobilität als unzureichend bewertet wurde. Durch die Zusatzpanzerung stieg das Gewicht des T-60 auf bis zu 6,5 Tonnen und der gedrosselte GAS-Motor wurde dafür als unzureichend angesehen. Das Kollektiv der Ingenieure des Moskauer SIS-Werks entwickelte einen neuen Motor für den T-60 mit 85 PS Leistung, doch wäre die Umstellung der Serienfertigung nur mit viel Zeit- und Organisationsaufwand möglich gewesen. Deshalb wurde dieses Projekt nicht umgesetzt. Weitere Konstrukteure versuchten im T-60 stärkere Motoren oder Waffen einzubauen, aber aus keinem der daraus resultierten Entwürfe ergab sich die Möglichkeit das Fahrzeug später mit besserer Panzerung oder auch einem Zwei-Mann-Turm auszurüsten.

#### GAS-70
N. A. Astrow und das Konstruktionsbüro bei GAS nahmen einen anderen Weg zur Steigerung des Gefechtswertes. Sie verzichteten auf alle Versuche, eine leistungsstärkere Bewaffnung im untermotorisierten Fahrgestell des T-60 zu installieren. Sie fokussierten sich auf die Verbesserung des Antriebs. Diese Arbeiten waren mit dem Entwurf des Zwillings-Motor GAS-203, zwei in Reihe angeordnete GAS-202-Motoren, verbunden durch eine gemeinsame Welle und eine spezielle Kupplung, erfolgreich. Die neue Antriebsanlage verfügte über etwa 140 PS, war aber sehr lang. Für den neuen Antrieb wurde die Panzerwanne des T-60 einschließlich einer fünften Laufrolle je Seite verlängert, was eine bessere Verteilung der höheren Last auf die Federung und einen günstigeren Bodendruck ergab. Der Zugewinn an Raum in der Panzerwanne erlaubte nunmehr den Einbau eines Ein-Mann-Turmes mit einer 45-mm-Kampfwagenkanone. Die Panzerung blieb gegenüber dem ursprünglichen T-60 unverändert. Dieser Prototyp, genannt GAS-70, fand keinen Zuspruch seitens der Führung der Roten Armee. Seine Mängel waren offensichtlich – der Turm für nur einen einzelnen Mann, die schwache Panzerung und die zwei Motoren für einen einzigen Panzer. Aber im Unterschied zu anderen Konkurrenzentwürfen auf T-60-Basis, besaß der GAS-70 noch ein Potential für eine weitere Entwicklung. Die überarbeitete Version des GAS-70 mit verstärkter Panzerung wurde als leichter Panzer T-70 für den Dienst in der Roten Armee offiziell angenommen. Nach dem Beginn der Serienproduktion im April 1942, nahm N. A. Astrow mit seinen Kollegen unverzüglich die Entwicklung des Zwei-Mann-Turmes für den T-70 auf.

#### Entwicklungsende
Der Oberbefehlshaber der Panzertruppen der Roten Armee, Ja. N. Fedorenko, gab den Befehl, den T-60 in allen Fertigungsbetrieben durch den neuen T-70 zu ersetzen. Aber infolge einiger Umstände blieb der T-60 noch bis Februar 1943 in der Serienproduktion.

### Serienproduktion

#### Planung
Fünf Betriebe bekamen von der Staatsführung die Aufgabe, eine Serienproduktion des T-60 zu organisieren:
- Werk Nr. 37 in Moskau (Entwicklungsstandort)
- Charkower Traktorenwerk
- Lokomotivfabrik Kolomna
- Krasnoarmejskaja Werft (Werk Nr. 264) im Stalingrader Vorort Sarepta
- GAS Werk

Aber der Kriegsverlauf nahm erheblichen Einfluss auf die Planungen. Der schnelle Vormarsch der Wehrmacht führte im Oktober 1941 zur Evakuierung des Charkower Traktorenwerks, im nächsten Monat sollte das Werk Nr. 37 ebenfalls nach Swerdlowsk verlegt werden. Unter Berücksichtigung der Situation der anderen Werke der Panzerproduktion drohte damit ein enormer Mangel an Panzern in der Roten Armee im späten Oktober und November 1941. Aber der sowjetische „Industrieriese“ GAS war schnell in der Lage die Serienproduktion des T-60 zu beginnen und den Bedarf an solchen gepanzerten Fahrzeugen zu einem kritischen Zeitpunkt zu decken. Im Dezember 1941 baute auch das Werk Nr. 264 erste T-60, aber im Vergleich mit GAS in viel geringeren Zahlen.

#### Massenproduktion
Nachdem der Betrieb Werk Nr. 37 in Swerdlowsk angekommen war, wurde alles Erforderliche unternommen, um wieder mit der Serienproduktion zu beginnen.
Der Zulieferer der Panzerwannen vor der Evakuierung, das KPS, wurde ebenfalls nach Kirow evakuiert und auf die Flächen des dort ansässigen Eisenbahninstandsetzungswerkes „1. Mai“ verbracht. Diese zwei Betriebe erhielten gemeinsam die neue Bezeichnung „Werk Nr. 38“ und sollten die Fertigung des T-60 organisieren.
Viele Teile, Aggregate und Geräte, einschließlich Motoren, wurden durch das GAS an all diese Produzenten sowie das Werk Nr. 264, geliefert.
Die Qualität der Teile war anfänglich niedrig, weil sogar die großen Fabrikationsmöglichkeiten des GAS nicht sofort die Verluste vieler Zulieferer von Rohstoffen, Halbfabrikaten und Zubehör für den Panzerbau kompensieren konnten. Auch fehlten einige Verbrauchsmaterialien und -teile für die Werkzeugmaschinen. Als Folge wurden viele ungeprüfte Ersatzmittel verwendet. Dies führte zu häufigem mechanischen Versagen und zur Unzuverlässigkeit des Fahrzeuges insgesamt. Aber das Industriegebiet mit seinem Zentrum in Gorki war nicht von Evakuierungen berührt. Es gab im Jahr 1941 keine starken Luftangriffe durch die Luftwaffe. Die Stadt selbst verfügte über viele Ausbildungs- und Forschungsinstitutionen, die mit Ingenieuren und Technologen die Militärbetriebe unterstützen konnten.

#### Amerikanische Rohstoffe
Die Leih-und-Pachtgesetz-Lieferungen aus den Vereinigten Staaten in Form von Rohstoffen wie Gummi und Aluminium, hochwertigen Werkzeugmaschinen, Ersatzteilen und Verbrauchsmaterialien sowie Nahrungsmitteln für die Arbeiter erlaubten es, die Qualität und Quantität der Produktion des GAS wesentlich schneller zu steigern.

#### Maximale Produktion
Seit März 1942 erreichten alle vier Hersteller des T-60 im Allgemeinen einen stabilen Produktionsausstoß. Die befriedigendste Lage stellte sich am GAS ein, das nicht nur diese Fahrzeuge baute, sondern auch in den abschließenden Stufen der Vorbereitung zur Produktionsumstellung hin zum kampfstärkeren T-70 war. Andere Produzenten hatten Schwierigkeiten, im Regelfall verbunden mit dem Fehlen oder der niedrigen Qualität der Ersatzteile. Im Zuge des Wiederaufbaus der sowjetischen Wirtschaft mit Unterstützung der Lend-Lease-Lieferungen wurden diese Probleme allmählich bis zum Sommer 1942 gelöst. Als Zulieferer der Panzerwannen wirkten die Hüttenbetriebe in Wyksa und im Uralgebiet. Die Werke Nr. 2 in Kowrow, Nr. 535 in Tula, Nr. 314 in Mednogorsk und Nr. 525 in Kujbyschew stellten die Bewaffnung für den T-60 her. Weitere Fabriken in verschiedenen Städten fertigten die optische und elektrische Ausrüstung sowie Funkanlagen, die bei vielen sowjetischen Panzermodellen, einschließlich dem T-60, installiert wurden.

#### Umstellung auf den T-70
Doch seit der T-70 erschien, wünschte (und forderte später) die Führung der Panzertruppen der Roten Armee die Umstellung der Serienproduktion hin zu diesem Typ. Das GAS war bereit diese Direktive zu erfüllen. Es hatte aber noch eine nicht unerhebliche Anzahl unvollendeter Panzerwannen des T-60 auf Lager. Deswegen wurden diese Wannen gleichzeitig mit der im April 1942 beginnenden Serienfertigung des T-70 bis Ende dieses Monats aufgearbeitet.
Die Lage der übrigen Hersteller war schwieriger, soweit sie über keine eigene Motorenfertigung verfügten. Der T-70 benötigte zwei Antriebe vom Typ GAS-202, der T-60 hingegen nur einen. Dabei entnahm das GAS der Gesamtproduktion bereits einen beträchtlichen Anteil für den eigenen Bedarf. Als Folge kamen Zweifel auf, ob die Lieferung einer ausreichenden Anzahl Motoren für die anderen Produzenten gesichert war. Es drohte eine erhebliche Absenkung des Produktionsausstoßes, was für die jeweilige Leitung unannehmbar war. Der Historiker Michail Swirin nimmt auf Grundlage seiner Gespräche mit einigen ehemaligen sowjetischen Panzerkonstrukteuren an, dass diese Situation von Isaak Moissejewitsch Salzmann, Direktor des Kirow-Werkes in Tscheljabinsk, für eine Intrige gegen den Volkskommissar der Panzerindustrie Wjatscheslaw Alexandrowitsch Malyschew genutzt wurde. Malyschew vermutete im Jahr 1942, dass ohne weitere ergänzende Unterstützung mit Finanzen, Personal und Werkzeugmaschinen die sowjetische Panzerindustrie keine Möglichkeit hätte, ihren Produktionsausstoß zu steigern. Im Gegensatz dazu ging Salzmann davon aus, dass noch einige Reserven im System zur Verfügung standen. Entsprechend versprach er die Ziele nur mit organisatorischen Maßnahmen zu erreichen und bekam dazu eine Chance von Stalin. Als Volkskommissar der Panzerindustrie wurde Malyschew am 14. Juli 1942 durch Salzmann ersetzt. Salzmanns Gegner beschuldigten ihn, dass er zur Erfüllung seines Versprechens auf die Fortsetzung der Serienproduktion des T-60 setzte, gegen den Willen der Vertreter der Roten Armee. Schlussendlich wurde die Intrige später durch Stalin selbst erledigt, als er am 28. Juni 1943 Malyschew wieder als Volkskommissar der Panzerindustrie einsetzte.
Dennoch führten verschiedene Umstände dazu, dass die Serienproduktion des T-60 länger als geplant lief. Das Werk Nr. 38 in Kirow konnte im Juni 1942 vollständig auf die Fertigung des T-70 umstellen. Gleichzeitig hatte das Werk Nr. 37 in Swerdlowsk viele Probleme mit dem Bau der Nullserie von zehn T-70, weshalb es nach Verbrauch der eingelagerten T-60-Panzerwannen für die Produktion von Teilen für den T-34 reorganisiert wurde. Hierbei verlor der Betrieb seine eigene Nummer. Eine kritischere Lage entstand für das Werk Nr. 264. Im Mai und Juni 1942 wandelte sich die ursprünglich erfolgreiche sowjetische Offensive um Barwenkowo bei Charkow in eine echte Katastrophe für die Rote Armee. Die Kerntruppen der Südwestfront wurden von der deutschen 6. Armee, angeführt von Friedrich Paulus, vollständig eingekesselt und vernichtet. Das deutsche Heer brachte auch der Südfront schwerere Verluste bei; im Ergebnis war der Weg zum Kaukasus und zur Wolga offen – die sowjetischen Streitkräfte verfügten über keine Kräfte, um die Gebiete zwischen Woronesch und Rostow am Don zu verteidigen. Das Werk Nr. 264 befand sich in der Umgebung dieser Gefechtshandlungen. Unter diesen Bedingungen gab es keine Möglichkeit, auf die Fertigung des T-70 umzustellen. Lediglich die T-60 in der Endfertigung wurden in Hektik fertiggestellt. Die übrigen Fahrzeuge, Bauteile, wertvolle Werkzeugmaschinen und das Personal wurden durch Binnenschiffe nach Gorki evakuiert. Der Vormarsch der Wehrmacht nach Stalingrad beendete die Existenz des Werkes Nr. 264; nach der Befreiung Stalingrads und dem Wiederaufbau des Betriebes erhielt es einen anderen Namen und kehrte nicht zum Panzerbau zurück.
So bauten im August 1942 die zwei verbliebenen Produzenten leichter Panzer – das GAS und das Werk Nr. 38 – nur den T-70. Aber das war noch nicht das letzte Kapitel in der Geschichte der Serienproduktion des T-60. Die ehemaligen Fertigungskapazitäten des Werkes Nr. 37 in Moskau dienten nach der Evakuierung nach Swerdlowsk weiter als Instandsetzungswerk für Panzerfahrzeuge. Sie wurde als Filiale des Werks Nr. 37 bezeichnet, und nach dessen Umorganisierung im Sommer 1942 wieder als vollwertiges Moskauer Werk Nr. 37, wie es im Oktober 1941 bestand. In Swerdlowsk verblieben aber einige Reserven von Panzerwannen und Bauteilen, die nicht bis Sommer 1942 verbraucht wurden. Aus diesem, jetzt ehemaligen, Swerdlowsker Werk Nr. 37 wurde die letzte Partie von 80 T-60 von Dezember 1942 bis Februar 1943 ausgeliefert. Bald nach diesem Zeitpunkt wurde das Werk Nr. 37 in Moskau als organisatorische Einheit mit eigener Nummer aufgelöst. Seine Produktionsanlagen und das Personal wurden anderen Betrieben untergeordnet.
Die folgende Tabelle zeigt den Produktionsausstoß des T-60 je Hersteller und Jahr:
| Serienproduktion des T-60 |      |      |      |        |
| Hersteller                | 1941 | 1942 | 1943 | Gesamt |
| Werk Nr. 37, Moskau       | 20   | –    | –    | 20     |
| Werk Nr. 37, Swerdlowsk   | –    | 1158 | 55   | 1213   |
| GAS, Gorki                | 1323 | 1639 | –    | 2962   |
| Werk Nr. 38, Kirow        | –    | 539  | –    | 539    |
| Werk Nr. 264, Sarepta     | 45   | 1141 | –    | 1186   |
| Insgesamt                 | 1388 | 4477 | 55   | 5920   |

### Unterstellung
Die Panzer vom Typ T-60 wurden in der Hierarchie der Panzertruppen der Roten Armee als Bewaffnung verschiedener Einheiten, vom Bataillon bis hin zum Korps, vorgesehen. Die Entwicklung der Aufstellungspläne dieser Einheiten zeigt die folgende Tabelle:
| Aufstellungspläne der mit T-60 bewaffneten Panzereinheiten |                  |                    |                                      |                                    |
| Einheit                                                    | Nummer           | Datum der Annahme  | Gesamtzahl der Panzer in der Einheit | Gesamtzahl der T-60 in der Einheit |
| Panzerdivision                                             | 010/44–1001/52   | Juli 1941          | 215                                  | 10                                 |
| selbstständige Panzerbrigade                               | 010/75           | 2. August 1941     | 93                                   | 64                                 |
| selbstständiges Panzerbataillon                            | 010/85           | 23. August 1941    | 29                                   | 20                                 |
| Kraftradregiment                                           | ?                | September 1941     | 10                                   | 10                                 |
| selbstständige Panzerbrigade                               | 010/87           | 13. September 1941 | 67                                   | 32                                 |
| selbstständiges Panzerbataillon                            | 010/302          | 28. November 1941  | 36                                   | 20                                 |
| selbstständige Panzerbrigade                               | 010/303–010/310  | 9. Dezember 1941   | 46                                   | 20                                 |
| selbstständige Panzerbrigade                               | 010/345–010/352  | 15. Februar 1942   | 46                                   | 16                                 |
| selbstständiges Panzerbataillon                            | 010/361          | April 1942         | 41                                   | 16                                 |
| schwere Panzerbrigade im Bestand des Panzerkorps           | 010/393          | 29. Mai 1942       | 52                                   | 28                                 |
| T-34-Brigade im Bestand des Panzerkorps                    | 010/394          | 29. Mai 1942       | 63                                   | 21                                 |
| Panzerkorps insgesamt                                      | 010/393, 010/394 | 29. Mai 1942       | 178                                  | 70                                 |

Während des Jahres 1942 wurden die Verluste der T-60-Panzer durch neue Fahrzeuge vom Typ T-70 ersetzt und die Führung der Panzertruppen revidierte die Aufstellungspläne mehrere Male, so dass die leichten Panzer beider Typen einen Anteil von 33 bis 53 % (durchschnittlich 40 %) der planmäßigen Zahl aller Panzer in den Brigaden bildeten. In der zweiten Hälfte des Krieges standen die einzelnen verbliebenen T-60 in verschiedenen Waffengattungen, nicht nur den Panzertruppen, zur Verfügung (Aufklärungs-, Selbstfahrartillerie- und sogar Schützeneinheiten).
Auch wurden die T-60 in Lehreinheiten verwendet:
| Aufstellungspläne der Lehreinheiten mit T-60       |         |                   |               |         |
| Einheit                                            | Nummer  | Datum der Annahme | Stammpersonal | Schüler |
| selbstständiges Reserveregiment der kleinen Panzer | 010/60  | Juli 1941         | 936           | 3400    |
| Panzerlehrregiment der leichten Panzer             | 010/338 | 1. März 1942      | 733           | 2663    |

### Einsatz

#### Rote Armee
Das erste und durch Filmaufnahmen bestätigte Erscheinen des T-60 in der Roten Armee ist die Teilnahme an einer Parade auf dem Moskauer Roten Platz am 7. November 1941. Einige Quellen datieren erste Kampfeinsätze in den Oktober 1941, aber aller Wahrscheinlichkeit nach waren diese Fahrzeuge nicht „echte“ T-60, sondern die späte, vereinfachte Ausführung des T-40-Aufklärungspanzers, die ursprünglich denselben Index trug und heute als T-30 bezeichnet wird. 48 T-60, gefertigt vom Werk Nr. 37 und bis dahin in Reserve, gingen nach dem Parademarsch direkt an die Front. Mitte November waren Panzereinheiten kampfbereit, die mit in Gorki gebauten T-60 ausgerüstet waren. Daher kamen sie erstmals in den Gefechten in der Schlacht um Moskau zum Einsatz.
In den Feldzügen des Jahres 1942 sah der T-60-Panzer eine intensivere Verwendung. Er kam an allen Fronten, vom belagerten Leningrad bis zur Krim zum Einsatz. In den meisten Fällen waren die Fahrzeuge wegen ihrer schwachen Panzerung und Bewaffnung bei ihren Mannschaften nicht beliebt. Die Spitznamen des T-60 hatten oft negative Bedeutung, z. B. die Abkürzung BM-2 – „Bratskaja Mogila“ (russisch братская могила, Gemeinschaftsgrab für zwei Kameraden). Gleichzeitig diente diese Abkürzung in einem neutralen Sinn («Bojewaja Maschina», russisch боевая машина, Kampffahrzeug mit zwei Besatzungsmitgliedern) als Tarnung. Die Soldatensprache übernahm häufig viele Spitznamen aus dem tabuisierten Mat. Der Grund war einfach: die niedrigen Chancen im Gefecht am Leben zu bleiben. Doch die guten Fahreigenschaften wurden ebenso anerkannt, einige Mannschaften nannten ihn aus ihrem positiven Verhältnis heraus „Bettwanze“, „Laus“ oder „Floh“, in Anspielung auf ihre geringe Größe, hohe Mobilität und schmerzhaften „Stiche“. Gebräuchlich war auch die Verniedlichung des Zahlworts „Sechzig“ – «schesstidessjatka» (russisch шестидесятка). Trotz der schweren Verluste erlaubten die T-60-Panzer ein Durchhalten bis zu dem Zeitpunkt, als der kampfstärkere leichte Panzer T-70 und hohe Zahlen der mittleren T-34 und schweren KW-1 verfügbar waren.
Ein besonderes Kapitel der Einsatzgeschichte des T-60 ist seine Verwendung an der Leningrader Front. Er war der einzige Panzertyp, der an die Truppen in der belagerten Stadt geliefert werden konnte. Die kleinen Fahrzeuge wurden als Kohlenladung getarnt auf Schleppkähnen über den Ladogasee gebracht. Die Flugzeuge der Luftwaffe, die zu dieser Zeit in dem Gebiet die Lufthoheit hatten, zeigten wenig oder kein Interesse an diesen Schiffen. So konnte die ganze 61. leichte Panzerbrigade Mitte 1942 an die Leningrader Front verlegt werden. Anfang 1943, als die T-60 an anderen Fronten schon für Hilfszwecke verwendet wurden, war dort die Hochzeit für dieses Panzermodell. Die Operation „Iskra“ mit dem Hauptziel des Entsatzes Leningrads begann am 12. Januar 1943. Die 61. leichte Panzerbrigade eröffnete zusammen mit dem 86. und dem 118. selbstständigen Panzerbataillon den Angriff. Ihre leichten Panzer waren die Hauptstoßkraft am ersten Tag der Offensive. Dank ihres geringen Bodendrucks hatten sie einen entscheidenden Vorteil zu dieser Zeit: die Möglichkeit ohne Vorbereitung den vereisten Fluss Newa zu überwinden. Die sowjetischen Panzer- und Schützeneinheiten eroberten einen kleinen Brückenkopf von etwa zwei bis drei Kilometer Tiefe auf der anderen Uferseite und setzten sich dort fest. So gelang es Pionier- und Ingenieurtruppen, bis zum nächsten Tag eine hölzerne Deckung zur Verstärkung des Eises für den sicheren Übergang der mittleren und schweren Panzer zu bauen. Trotz einiger Verluste kam die Brigade während der nächsten Tage erfolgreich voran und am 18. Januar 1943 waren ihre T-60 unter den ersten Panzern, die sich mit den Truppen der Wolchow-Front verbinden konnten; sie brachen also die Leningrader Blockade. Die niedrigen Abmessungen, das geringe Gewicht sowie die gute Beweglichkeit des T-60, zusammen mit einer angemessenen Vorbereitung der Mannschaften, spielten unter den schwierigen Geländebedingungen während der gesamten Operation eine wichtige Rolle.
Trotz der Erfolge der Operation „Iskra“ blieb der Zugang nach Leningrad sehr schmal und die sowjetische Militärführung wollte die Belagerung endgültig beenden. Die weitere Umgebung der Stadt wurde für beide Seiten zu blutigen Schlachtfeldern. Eins von ihnen waren die Moore von Sinjawino, bei denen T-60 aktiv Verwendung fanden. Vor der finalen Phase des Entsatzes im Januar 1944 verfügte die 1. Panzerbrigade an der Leningrader Front noch über 21 T-60, bei einer Gesamtanzahl von 88 Panzern. In geringerer Zahl wurden die T-60 auch an anderen Fronten verwendet. Zum Beispiel besaß die 86. Panzerbrigade der 38. Armee an der Woronescher Front vor der Schlacht am Kursker Bogen 15 Fahrzeuge dieses Typs. Aber ihr Wert als Kampfpanzer war gering. Deshalb wurden die verbliebenen T-60 für die Aufklärung, den Schutz der Infanterie beim Marsch, den Kampf gegen Banditen, feindliche Saboteure und Partisanen, der Nachrichtenverbindung sowie für Lehrzwecke im Hinterland genutzt. Mit entferntem Turm schleppten einige Fahrzeuge 57-mm-Panzerabwehrkanonen vom Typ SiS-2 und 76-mm-Divisionskanonen vom Typ SiS-3. Nach dem Ende des Zweiten Weltkrieges musterte die Rote Armee die T-60 sehr bald aus und verschrottete sie.
Unter den prominenten sowjetischen Soldaten, die auf T-60-Panzern kämpften, befindet sich auch die Mannschaft eines der ersten Panzer, die die Leningrader Blockade durchbrachen: Kommandant Leutnant Dmitri Iwanowitsch Ossatjuk und Fahrer Starschina Iwan Michailowitsch Makarenkow hatten sich in einem Gefecht am 18. Januar 1943 in der Nähe von sowjetischen Truppen der Wolchow-Front ausgezeichnet. Für diese Aktionen wurde ihnen am 10. Februar 1943 der Ehrentitel Held der Sowjetunion verliehen. Eine weitere bekannte Person ist auch die einzige Panzersoldatin, die die Auszeichnung Held der Sowjetunion erhielt: Irina Nikolajewna Lewtschenko, eine ehemalige Krankenschwester, die nach der Genesung von schweren Verletzungen, die sie bei der Rettung der Mannschaft eines ausgefallenen Panzers erlitt, den Kampftruppen beitreten wollte. Nach der Ausbildung in einer Panzerlehreinheit wurde Lewtschenko Kommandantin eines T-60 und später Kommandeurin einer kleinen Nachrichteneinheit in der 41. Gardepanzerbrigade des 7. mechanisierten Korps, bewaffnet mit Fahrzeugen dieses Typs.

#### Achsenmächte

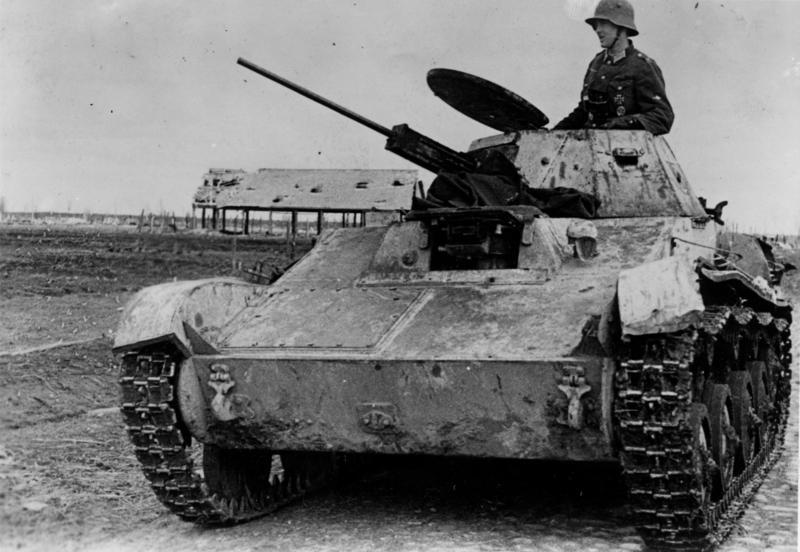
Ein in der Schlacht um Cholm (4. Mai 1942) erbeuteter Panzer T-60

Erbeutete T-60 wurden in der Wehrmacht und im Rumänischen Heer eingesetzt. Auf deutscher Seite wurden sie nur in besonderen Situationen als Kampfpanzer verwendet. Ein Beispiel ist die Schlacht um Cholm, bei der deutsche Einheiten von der Roten Armee eingekesselt wurden. Der Grund für den seltenen Einsatz war derselbe wie bei den sowjetischen Truppen – die schwache Bewaffnung und Panzerung. Die Wehrmacht bezeichnete den Typ als Panzerkampfwagen T 60-743 (r). Einige Kompanien der Ordnungspolizei verfügten über einzelne T-60 für den Einsatz gegen Partisanen in den besetzten Gebieten der Sowjetunion. Auch wurden die Panzer dieses Typs (teilweise mit entferntem Turm) als gepanzerter Schlepper und Munitionsträger für 5-cm- oder 7,5-cm-Panzerabwehrkanonen sowie leichte Infanteriegeschütze verwendet. Das rumänische Heer besaß etwa 30 erbeutete T-60. Infolge ihres geringen Kampfwertes wurden sie im Jahr 1943 zu den Panzerjägern TACAM T-60 und Mareşal umgebaut.

## Technische Beschreibung
Die T-60 glichen im Aufbau den anderen sowjetischen leichten Panzern, die während des Krieges in Serie gingen (ausgenommen den in niedriger Stückzahl gefertigten T-50). Der Fahrzeugaufbau lässt sich in fünf Abschnitte gliedern (von vorn nach hinten):
- Getrieberaum,
- Fahrerraum,
- Motorraum in der rechten Wannenseite mit auf der Wannenoberseite angeordnetem Lufteinlass,
- Kampfraum im linken Wannenteil und im Turm,
- Heckraum mit den Kraftstofftanks und dem Kühler.

Diese Bauweise bestimmte die Vor- und Nachteile des T-60 und der anderen Fahrzeuge seiner Klasse. Insbesondere die Lage des Getriebes und Kettentreibrads an der Front machte den Entwurf verwundbar, da die Vorderseite dem feindlichen Beschuss am stärksten ausgesetzt ist. Andererseits war die Lage des Tanks im Heckraum hinter einem speziellen Brandschott, anders als bei mittleren und schweren sowjetischen Panzern von Vorteil (der T-34 und die Panzer der IS- und KW-Serie hatten jeweils Tanks direkt im Kampfraum). Es verringerte das Risiko eines Brandes im Falle eines Treffers – ein Problem vor allem bei Fahrzeugen mit Ottomotoren – und erhöhte somit die Überlebenschance der Besatzung. Letztere bestand aus zwei Mann: einem Fahrer und dem Kommandanten, der gleichzeitig die Arbeit des Richtschützen und des Laders übernahm.

### Panzerwanne und Turm
Die vom Konstrukteur A. W. Bogatschew entwickelte Panzerwanne der ursprünglichen Variante des T-60 wurde aus verschiedenen gewalzten Panzerplatten mit Stärken von 10, 13, 15, und 25 mm zusammengeschweißt. Als Material für die Panzerwanne und den Turm diente der homogene Stahl der Sorte 2P, der aber nur selten oberflächengehärtet war und damit eine geringere Widerstandskraft als üblicher Panzerstahl besaß. Die Fahrzeuge mit Zusatzpanzerung besaßen zusätzliche 10-mm-Platten vor dem Bug, in der meistgebauten Ausführung des T-60 wurden beide Panzerschichten durch eine einzige Platte mit einer Stärke von 35 mm ersetzt. Die Panzerung schützte vor Beschuss durch schwere Maschinengewehre und Panzerbüchsen, die Frontpanzerung widerstand kleinkalibrigen Granaten (im Wesentlichen solchen im Kaliber von 20 mm und nur in günstigen Fällen 37-mm-Kalibern). Front- und Heckpanzerung waren deutlich geneigt, die Seiten waren senkrecht. Die Seiten waren aus zwei Platten geschweißt, die Schweißnaht wurden von einem aufgenieteten Stahlbalken verstärkt. Die zwei Panzerplatten über dem Kampfraum (d. h. über dem Motor und unter dem Turm), sowie im oberen Heckteil waren abnehmbar, um so die Zugänglichkeit zu Wartungszwecken zu ermöglichen. Der Fahrerplatz lag leicht nach links versetzt vorne in der Wanne und im kleinen vorragenden Aufbau. Der Ein- und Ausstieg des Fahrers befand sich in der Decke dieses Aufbaus. Er verfügte daneben über eine spezielle kleine Luke in der Frontpanzerplatte des Aufbaus zur Beobachtung in ruhigen Situationen. Eine große verbolzte Abdeckung an der rechten Seite der oberen Bugpanzerplatte erlaubte den Zugang zum Haupt-Kegelradgetriebe. Über die Panzerwanne waren verschiedene kleinere Luken, Lüfter- und Wartungsöffnungen (Tank- oder Ablassöffnungen für Kraftstoff, Wasser, Öl) verteilt. Sie waren teils mit gepanzerten Abdeckungen versehen oder verstöpselt. Insbesondere diente eine Öffnung in der unteren Frontpanzerplatte als Durchlass für die Handkurbel für das Anlassen des Motors. Obwohl der Panzer nicht schwimmfähig war, wurden einige besonders im unteren Teil der Panzerwanne mit Gummieinlagen oder durch Umwickeln der Bolzen mit Hanf wasserdicht gemacht. Eine Notausstiegsluke war hinter dem Fahrerplatz in den Wannenboden geschnitten.
Der vom Konstrukteur Ju. P. Judowitsch entwickelte geschweißte achtkantige Turm mit einer Höhe von 375 mm hatte die Form eines Pyramidenstumpfes. Die 25 mm starke Panzerung (35 mm an der Vorderseite bei der späteren Variante) war deutlich geneigt (25°), um den Panzerschutz zu verbessern. Infolge der Anordnung des Motors auf der rechten Fahrzeugseite wurde er 285 mm nach links von der Längsebene versetzt montiert. Am vorderen Teil des Turms wurde eine rechteckige Aufnahme für die Waffen und das Richtwerk angeschweißt, geschützt durch eine Panzerblende von 20 mm Dicke. Die Blende besaß drei Öffnungen, je eine für die SchWAK-T-Kanone, das DT-Maschinengewehr und das Visierfernrohr. Die Turmdecke besaß eine große Luke zum Ein- und Ausstieg des Kommandanten. Diese wiederum besaß eine kleinere Öffnung zum Heraushalten von Signalflaggen. In den Seitenflächen des Turms waren dazu zwei Schlitze für Sichtgeräte und zwei Schießöffnungen mit gepanzerten Pfropfen für Handwaffen der Mannschaft vorhanden. Spezielle Feststeller am Drehkranz des Turmes verhinderten Turmbewegungen bei gekipptem Fahrzeug.

### Bewaffnung

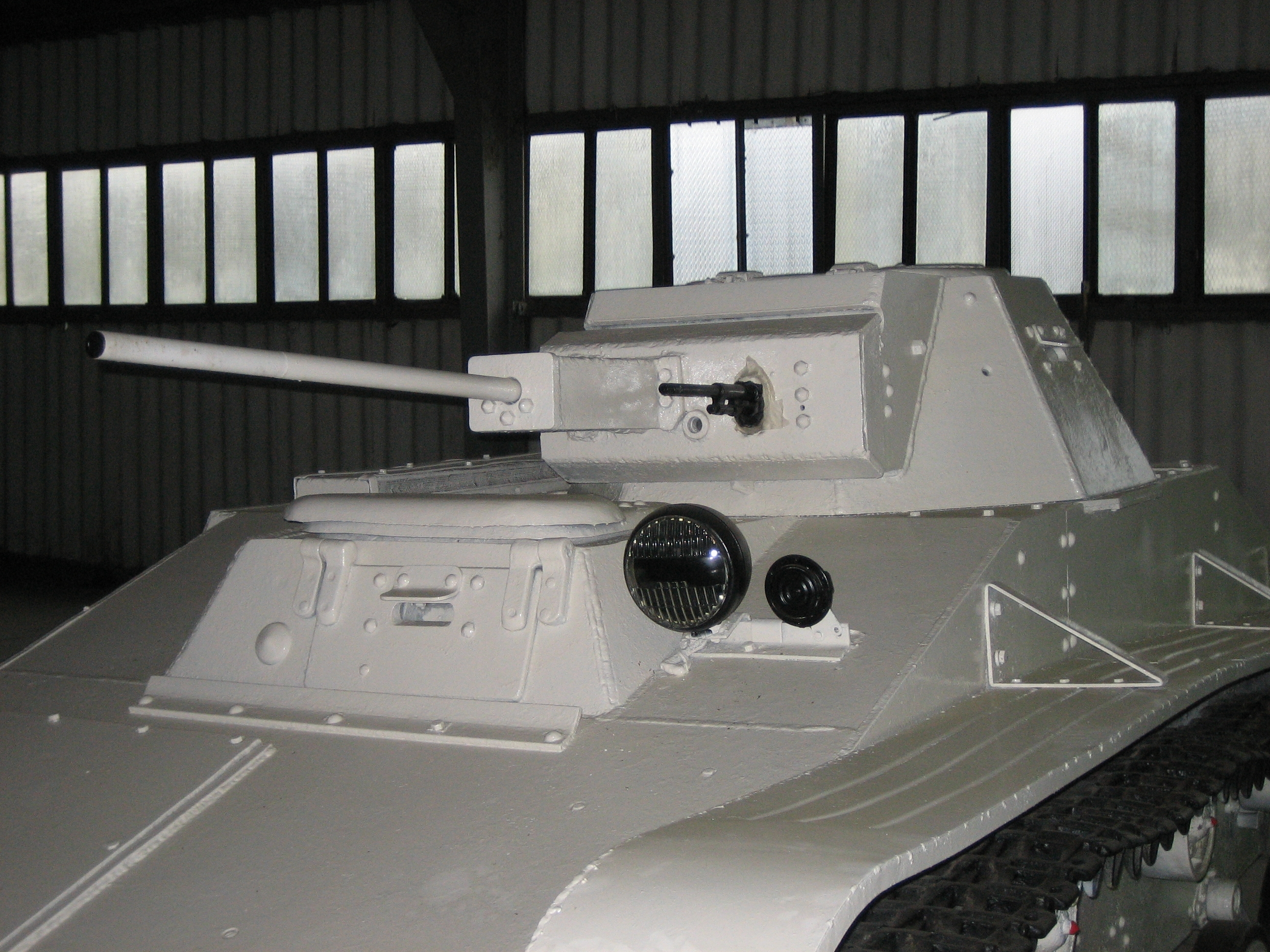
Der Turm des T-60 mit der 20-mm-TNSch-Kanone und mit dem DT-Maschinengewehr

Die Hauptwaffe des T-60 war eine automatische Kampfwagenkanone TNSch (andere Bezeichnungen SchWAK-T, TNSch-1, TNSch-20) mit einem Kaliber von 20 mm. Die TNSch hatte eine Rohrlänge von 82,4 Kaliberlängen (L/82). Die Schusslinie lag in 1480 mm Höhe. Die Kernschussweite betrug etwa 2 Kilometer. Die Sekundärbewaffnung war ein achsparallel zur TNSch angebrachtes Degtjarjow DT-7,62-mm-Maschinengewehr. Das DT-MG konnte leicht abgenommen werden und die Panzersoldaten konnten es abgesessen verwenden. Die Kampfwagenkanone TNSch konnte auch durch die Mannschaft abgenommen werden, aber dies war recht schwierig und zeitaufwendig. Beide Waffen hatten einen Höhenrichtbereich von −7° bis +25° und durch Drehung des Turms einen Seitenrichtbereich von 360°. Zur einfacheren Benutzung durch den Kommandanten war die Kanone aus der Turmmitte rechts versetzt angeordnet und das DT war links von der Turmmitte angebracht. Die Waffenanlage wurde mit Achszapfen in der frontalen Nische des Turmes montiert, die durch eine Panzerblende vorne und durch einen Panzermantel an den Seiten geschützt war. Das Zahngetriebe zur Seitenrichtung des Turmes und das Höhenrichtwerk mit Schraubgetriebe waren links bzw. rechts vom Arbeitsplatz des Kommandanten angebracht. Die beiden Richtwerke waren handbetrieben. Für eine schnelle Drehung des Turmes konnte der Kommandant das Seitenrichtwerk auskuppeln und den Turm direkt bewegen. Jede der Waffen verfügte über einen mittels Pedal-Mechanismus ausgelösten Abzug sowie über normale, händisch zu bedienende Abzüge (für die abgesessene Verwendung). Die Richtwerke und die Abzüge wurden fast ohne Änderungen vom direkten Vorgänger des T-60, dem kleinen Panzer T-40, entlehnt.
Der Kampfsatz für die TNSch-Kanone betrug dreizehn Patronenkästen mit je einem Gurt mit 58 Granaten, insgesamt 754 Schuss. Die Mündungsgeschwindigkeit lag bei 815 m/s, die theoretische Feuergeschwindigkeit lag bei 200 Schuss pro Minute. In der Praxis waren die Feuerstöße der TNSch viel kürzer, um Überhitzung, Verschleiß und Genauigkeitsverlust zu vermeiden. Für das TNSch standen verschiedene Typen von Projektilen mit einem Gewicht von etwa 96 g zur Verfügung:
| Nomenklatur der Munition |                                  |                            |                  |                        |
| Typ | Bezeichnung (Transl. / Russisch) | Durchschlagfähigkeit in mm | Schussweite in m | Auftreffwinkel in Grad |
| Brand- und panzerbrechende Granate mit Leuchtspur | BST-20 / БЗТ-20                  | 28 15                      | 100 500          | 0                      |
| Brand- und panzerbrechende Granate mit Wolframcarbidkern | keine                            | 35                         | 500              | 30                     |
| Splittergranate mit Leuchtspur | OT-20 / ОТ-20                    | –                          | –                | –                      |
| Brand- und Splittergranate | OS-20 / ОЗ-20                    | –                          | –                | –                      |
| Diese Daten wurde nach sowjetischer Methodik ermittelt (Jakob-de-Marres-Formel, Zementpanzerung hoher Härte (1,1 bis 1,3 Stärke der RHA) als Beschussziel). Es muss darauf hingewiesen werden, dass die Durchschlagfähigkeit merklich von der Produktionscharge der Munition und der Technologie der Herstellung abhing. So ist der direkte Vergleich mit ähnlichen Daten anderer Geschütze oder Maschinengewehre nicht möglich. |                                  |                            |                  |                        |

Für das koaxiale DT-MG wurden 945 Schuss Munition (15 Tellermagazine) mitgeführt. Die Mannschaft war ebenfalls mit zehn F-1-Handgranaten ausgestattet. Manchmal ergänzte eine Signalpistole mit Munition das Inventar.

### Motor
Der T-60 wurde durch einen 6-Zylinder-Viertakt-Reihen-Ottomotor vom Typ GAS-202 angetrieben. Das wassergekühlte Triebwerk leistete etwa 51,5 kW (70 PS) bei 3400 Umdrehungen pro Minute. Der Motor war mit einem Vergaser vom Typ MKS-6G oder K-43 ausgestattet. Einige Fahrzeuge erhielten andere Kraftanlagen anstatt des vorgesehenen und zeitweilig fehlenden GAS-202. Diese Ersatzmotoren verschiedener Typen wurden vom GAS oder der Ford Motor Company gefertigt, ihre Leistung lag zwischen 50 und 90 PS, je nach Modell.
Der Lufteinlass des Motors auf der rechten Wannenoberseite wurde durch eine gepanzerte Haube (15 mm Dicke) geschützt.
Ein Teil der Panzer, insbesondere fast alle vom GAS hergestellten T-60, war mit einem Vorwärmer für den Einsatz bei kalten Wetterbedingungen ausgestattet. Zwischen der Wanne und dem Motor befand sich ein Kessel, nach dem Prinzip einer Thermosiphonanlage wurde durch eine Lötlampe erhitztes Wasser zum Motor transportiert. Diese Lötlampe wurde mit Benzin als Brennstoff betrieben. Das Thermosiphon ist eine passive Konstruktion, die ohne eine konventionelle Pumpe auskommt und die unterschiedliche spezifische Dichte des Wassers bei unterschiedlicher Temperatur ausnutzt, um den Wasserkreislauf anzutreiben. Dieses Gerät wurde von den Konstrukteuren I. G. Alperowitsch und B. Ja. Ginsburg entwickelt.
Der Motor wurde durch einen SL-40-Anlasser mit einem Einschaltrelais (Gesamtleistung etwa 0,6 kW bzw. 0,8 PS) gestartet. Die Verwendung des Anlassers war nur bei warmgelaufenem Motor oder im Gefecht erlaubt. In anderen Fällen war das Anlassen über eine Handkurbel zu bewerkstelligen. In einer Notsituation konnte der Motor mittels Anschleppen durch einen anderen Panzer angeworfen werden.
Der T-60 besaß zwei Kraftstofftanks im Heck, die durch ein Panzerschott vom Kampfraum abgetrennt waren. Sie fassten zusammen 320 Liter. Der Fahrbereich lag damit für Panzer der früheren Serien auf der Straße bei 450 Kilometern. Dieser Kennwert ging bei den schwereren Fahrzeugen mit Zusatzpanzerung auf 410 Kilometer zurück. Als Kraftstoff wurde das Flugbenzin B-70 oder KB-70 (Oktanzahl 70) verwendet.

### Kraftübertragung
Der T-60 war mit einer vollständig mechanischen Kraftübertragung ausgestattet. Die einzelnen Baugruppen waren:
- die Haupt-Einscheiben-Trockenkupplung mit Reibbelägen aus Ferodo-Verbundwerkstoff (Werkstoff benannt nach dem britischen Hersteller Ferodo);
- das Vierganggetriebe (vier Vorwärtsgänge, ein Rückwärtsgang), in vielen Teilen baugleich mit dem Getriebe des GAS-51-LKWs (zu dieser Zeit noch ein Versuchsfahrzeug);
- die Kardanwelle;
- das Haupt-Kegelradgetriebe;
- zwei Seiten-Einscheiben-Kupplungen mit Trockenreibung Stahl auf Stahl und Stahl-Bremsband mit Ferodo-Belägen;
- zwei einfache Seitenvorgelege;
- zwei mechanische Steuerhebel und Pedale.[T 4]

### Laufwerk

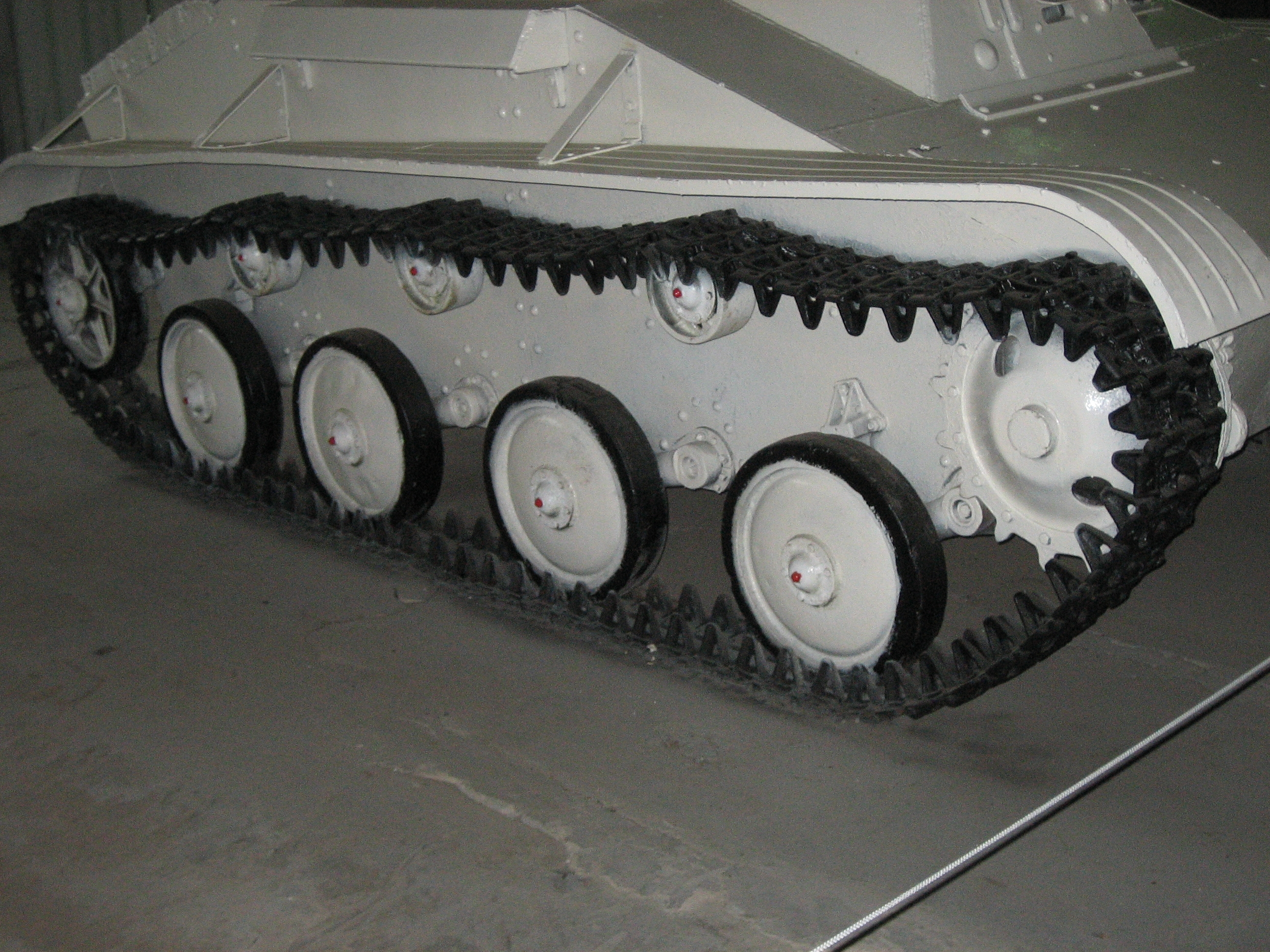
Das Kettenlaufwerk des T-60

Das Kettenlaufwerk des T-60 wurde ebenfalls fast ohne Änderungen vom kleinen Panzer T-40 übernommen. Das Rollenlaufwerk bestand aus vier Laufrollen mit drei Stützrollen und vorne liegendem Treibrad mit Triebstockverzahnung. Das hinten liegende Führungsrad war mit den Laufrollen identisch. Es war auch Teil des Kettenspannmechanismus. Die einteiligen Laufrollen mit 550 mm Durchmesser waren einzeln ohne zusätzliche Stoßdämpfer drehstabgefedert. Ein Teil der gebauten T-60 erhielt gestanzte Laufrollen mit Gummibandagen, die übrigen Panzer wurden mit gröberen, aber billigeren gegossenen Speichenlaufrollen ausgestattet. Der Ausschlag des ersten und vierten Schwingarms (von vorn gezählt) wurde durch nah an der Panzerwanne angeschweißte Begrenzer mit Puffern aus Gummi begrenzt. Die Stützrollen der ersten T-60 besaßen ebenfalls Gummibandagen, um den Lauf leiser zu machen, aber sehr bald nach dem Beginn der Serienproduktion wurden diese aufgrund des Gummimangels abgeschafft. An der Panzerwanne waren zusätzlich spezielle Begrenzer angebracht, die ein Abrutschen der Gleiskette bei schräger Auflage der Kette verhindern sollten. Die Gleiskette bestand aus 87 kurzen, aus abriebfestem Hartfield-Stahl gegossenen Kettengliedern mit zwei Zahnreihen, 98 mm Länge und 260 mm Breite. Sehr viele Teile des Kettenlaufwerks des T-60 wurden im weiterentwickelten Nachfolger T-70 ohne Änderungen übernommen.

### Brandschutzausrüstung
Der T-60 war mit zwei tragbaren Kohlenstofftetrachlorid-Feuerlöschern ausgestattet. Sie befanden sich links und rechts vom Fahrer an der Wannenseiten. Die Mannschaften wurden angewiesen, einen Brand unter Gasmasken zu löschen, da das Kohlenstofftetrachlorid auf der glühenden Metalloberfläche mit atmosphärischem Sauerstoff zum Lungenkampfstoff Phosgen (Kohlenoxiddichlorid) reagierte.

### Elektrische Ausrüstung
Das Bordnetz bestand aus einem Leitungsdraht zu allen Verbrauchern. Die Panzerwanne als Massepotenzial übernahm die Rückleitung.
Der T-60 war mit einer Lichtmaschine vom Typ G-41, einem RRA-364-Reglerschalter (200 W Leistung) und 3-STE-112-Akkumulatoren mit einer Kapazität von je 112 Amperestunden ausgerüstet. Die Fahrzeuge wurden mit zwei Akkumulatoren ausgestattet aber die Linienpanzer ohne Funkanlage nutzen nur einen davon. Der zweite diente als Reserve und blieb vom Bordnetz getrennt. In den T-60-Befehlspanzern war der zweite Akkumulator im Bordnetz zur Sicherstellung der Arbeit der Funkanlage geschaltet. Die Arbeitsspannung lag bei 6 Volt. Die Stromabnehmer waren:
- die Außen- und Innenbeleuchtung, das Ausleuchtungsgerät für die Visierskala;
- die Hupe;
- die Nachrichtenmittel: Funkanlage und Lichtsignalgerät;
- die Motorelektrik: SL-40-Starter, KS-11-Zündspule, R-10-Zündverteiler, SE-01-Zündkerzen etc.[T 4]

### Visiereinrichtungen und Sichtgeräte
Die 20-mm-Kampfwagenkanone TNSch und das koaxial angebrachte 7,62-mm-MG DT des T-60 waren mit einem Zielfernrohr vom Typ TMFP-1 und einem Ausleuchtungsgerät für seine Visierskala ausgestattet. Bei Beschädigung des Visierfernrohres konnte der Kommandant es abnehmen und das Reserve-Visier verwenden. Das Korn dieser offenen Visierung wurde mittels eines Mechanismus aufgestellt. Zur Ausstattung jedes Bedienplatzes (Fahrer und Kommandant) gehörten einige Sichtgeräte. Der Fahrer verfügte über einen einzigen Winkelspiegel in der Beobachtungsluke im Aufbau. Neben dem Visierfernrohr hatte der Kommandant noch zwei Winkelspiegel in den Turmseiten.

### Nachrichtenmittel
Die normalen Gefechtsfahrzeuge des T-60 verfügten über keine Funk- oder Panzergegensprechanlage. Der Kommandant konnte dem Fahrer mit einem Lichtsignalgerät Befehle geben. Die verschiedenen Kombinationen der drei Farbglühbirnen in der Leuchttafel bezeichneten einfache Befehle wie „Halt“, „Nach links“, „Nach rechts“, „Vorwärts“ etc. Das einzige mögliche Nachrichtenmittel zwischen den Linienpanzern war eine Signalflagge.
Die wenigen T-60-Befehlspanzer waren hingegen mit einer 71-TK-3-Funkanlage in der Panzerwanne und einer TPU-2-Panzergegensprechanlage für zwei Teilnehmer ausgestattet.
Die 71-TK-3-Anlage bestand aus dem Funksender, -empfänger und dem Umformer zum Anschluss an das 6-V-Bordstromnetz. Vom technischen Standpunkt her war die 71-TK-3 eine Duplex-, Amplitudenmodulation-, Röhren- und Kurzwellenfunkanlage mit Heterodynempfänger. Die Sendeleistung lag bei 20 Watt. Der Sender und Empfänger hatten einen Frequenzbereich von 4 bis zu 5,625 MHz. Im Stillstand lag die Reichweite im Sprachmodus ohne Funkstörungen bei 16 km. Während der Fahrt verringerte sich die Reichweite. Die größte Reichweite erreichte man durch den reinen Einsatz von Kodesystemen (z. B. Morsealphabet) ohne Sprachübertragung.
Die TPU-2-Sprechanlage ermöglichte die Kommunikation im lauten Panzerinneren und durch den Anschluss an die Funkanlage auch mit der Außenwelt.

## Technische Daten
| Technische Daten: Leichter Panzer T-60  | | |
| Kennwert                                | T-60 (bis November 1941)                                                                                               | T-60 (ab November 1941)                                                                                                |
| Allgemeine Eigenschaften                | | |
| Klassifikation                          | Späh- und leichter Kampfpanzer                                                                                         | Späh- und leichter Kampfpanzer                                                                                         |
| Chefkonstrukteur                        | Nikolai Alexandrowitsch Astrow                                                                                         | Nikolai Alexandrowitsch Astrow                                                                                         |
| Prototyp-Bezeichnung                    | 060 oder 0-60 | 060 oder 0-60 |
| Hersteller                              | Sawod No. 37 (Werk Nr. 37) in Moskau, Sawod No. 37 in Swerdlowsk, Sawod No. 38 in Kirow, Sawod No. 264 in Sarepta, GAS | Sawod No. 37 (Werk Nr. 37) in Moskau, Sawod No. 37 in Swerdlowsk, Sawod No. 38 in Kirow, Sawod No. 264 in Sarepta, GAS |
| Gewicht                                 | 5,8 Tonnen | 6,5 Tonnen |
| Länge über alles                        | 4100 mm | 4100 mm |
| Breite über alles                       | 2392 mm | 2392 mm |
| Höhe                                    | 1750 mm | 1750 mm |
| Bodenfreiheit                           | 300 mm | 300 mm |
| Besatzung                               | 2 Mann (Fahrer, Kommandant / Richtschütze)                                                                             | 2 Mann (Fahrer, Kommandant / Richtschütze)                                                                             |
| Baujahre                                | 1941–1943 | 1941–1943 |
| Stückzahl                               | 5920 | 5920 |
| Bewaffnung                              | | |
| Hauptbewaffnung                         | 1 × 20-mm-Maschinenkanone TNSch                                                                                        | 1 × 20-mm-Maschinenkanone TNSch                                                                                        |
| Sekundärbewaffnung                      | 1 × 7,62-mm-MG Degtjarjow DT                                                                                           | 1 × 7,62-mm-MG Degtjarjow DT                                                                                           |
| Munition                                | 754 20-mm-Granaten für SchWAK-T, 945 Schuss DT-MG-Munition, 10 Handgranaten F-1                                        | 754 20-mm-Granaten für SchWAK-T, 945 Schuss DT-MG-Munition, 10 Handgranaten F-1                                        |
| Panzerung, Wanne                        | | |
| Bug oben                                | 15 mm / Neigung 20° | 15 mm / Neigung 20° |
| Bug unten                               | 10 mm / 14° | 10 mm / 14° |
| Fahrerfront                             | 25 mm / 62° | 25+10 oder 35 mm / 62°                                                                                                 |
| Fahreraufbau                            | 25 mm / 74° | 25+10 oder 35 mm / 74°                                                                                                 |
| Wannenseite                             | 15 mm / 90° | 15 mm / 90° |
| Heck oben                               | 10 mm / 14° | 10 mm / 14° |
| Heck unten                              | 25 mm / 76° | 25 mm / 76° |
| Decke                                   | 13 mm / 0° | 13 mm / 0° |
| Boden                                   | 10 mm / 0° | 10 mm / 0° |
| Panzerung, Turm                         | | |
| Waffenblende                            | 20 mm / 90° | 20 mm / 90° |
| Turmfront                               | 25 mm / 55° | 25+10 oder 35 mm / 55°                                                                                                 |
| Turmseite                               | 25 mm / 55° | 25 mm / 55° |
| Heck                                    | 25 mm / 55° | 25 mm / 55° |
| Decke                                   | 10 mm / 0° | 10 mm / 0° |
| Beweglichkeit                           | | |
| Motor                                   | 6-Zylinder-Ottomotor GAS-202 mit 51 kW (70 PS) bei 3400/min                                                            | 6-Zylinder-Ottomotor GAS-202 mit 51 kW (70 PS) bei 3400/min                                                            |
| Leistungsgewicht                        | 12,0 PS/Tonne | 10,8 PS/Tonne |
| Höchstgeschwindigkeit: (Straße/Gelände) | 42 km/h/20–25 km/h | 42 km/h/20–25 km/h |
| Kraftstoffvorrat                        | 320 Liter | 320 Liter |
| Kraftstoffverbrauch auf 100 km (Straße) | 71 Liter | 78 Liter |
| Fahrbereich (Straße)                    | 450 km | 410 km |
| Antriebslage                            | vorne | vorne |
| Federung                                | Torsionsstab | Torsionsstab |
| Kettenbreite                            | 260 mm | 260 mm |
| Bodendruck                              | 0,53 kp/cm² | 0,63 kp/cm² |
| Watfähigkeit                            | 0,9 m | 0,9 m |
| Grabenüberschreitfähigkeit:             | 1,6 m | 1,6 m |
| Kletterfähigkeit:                       | 0,6 m | 0,6 m |
| Steigfähigkeit:                         | 30° | 30° |
| Querneigung:                            | 35° | 35° |

## Versionen

### Serienfahrzeuge
Obwohl bei den in Serie gefertigten T-60-Panzern offiziell keine Ausführungen unterschieden wurden, können sie in verschiedene Varianten gegliedert werden. Diese Abarten weisen Abweichungen hinsichtlich vieler Eigenschaften auf, einschließlich ihres Äußeren und Gewichts. In der Folge variieren Bodendruck, Leistungsgewicht, Fahrbereich usw. zwischen den Fahrzeugen der verschiedenen Baujahre und Hersteller:
- T-60 der frühen Fertigung des Werks Nr. 37 in Moskau. Die ersten besaßen eine gewalzte homogene Panzerung mit 15 bis 20 mm Dicke im frontalen Teil; sie hatten keinen Motorvorwärmer. Das Gewicht dieser Variante des T-60 lag bei 5,8 Tonnen.[K 24][T 4]
- T-60 in der Übergangsvariante mit Zusatzpanzerung, gebaut vom Werk Nr. 38 und GAS. Einige Fahrzeuge wurden mit den kegelstumpfförmigen Türmen und gegossenen Laufrollen der späteren Varianten des T-40 ausgestattet. Das Gewicht stieg auf 6,5 Tonnen an.[K 24][T 2][T 4]
- T-60 in der meistgebauten Variante, gefertigt vom Werk Nr. 37 in Swerdlowsk, Werk Nr. 38 in Kirow, Werk Nr. 264 in Sarepta und GAS. Der frontale Teil wurde aus gewalzten homogenen Panzerplatten mit 35 mm Dicke hergestellt, alle Fahrzeuge trugen Standardtürme in Form eines Pyramidenstumpfs. Einige von ihnen, im Wesentlichen von GAS gebaut, wurden mit Motorvorwärmern und gestanzten Laufrollen ausgestattet.[K 24][T 4] Die Technologen des Werks Nr. 264 experimentierten mit der Oberflächenhärtung der Panzerplatten für den T-60. Der Versuch brachte gute Ergebnisse, aber machte einen weiteren Produktionsschritt erforderlich und benötigte Zeit. Es ist unklar, wie viele Panzerwannen mit Oberflächenhärtung gebaut wurden, im Wesentlichen waren diese Arbeiten für den Bau des T-34 bestimmt.[8]

Infolge der Einführung neuer Konstruktionselemente zu verschiedenen Zeitpunkten und nicht durch alle Hersteller gleichzeitig, sowie die Nutzung verschiedener Ersatzteile in der Instandsetzung, waren bei einigen T-60-Panzern in der Roten Armee ungewöhnliche Kombination der oben erwähnten Varianten zu finden.

### Versuchsfahrzeuge
Die schwache Wirkung der 20-mm-Projektile gegen feindlichen Panzer, Befestigungen, ungeschützte Infanterie sowie Bedienmannschaften bewog die Konstrukteure auch im Bereich der Bewaffnung Anstrengungen zu unternehmen mit dem Ziel die Feuerleistung zu verbessern. Auch wurde an einer Variante des Fahrzeuges gearbeitet, bei der Teile und Geräte des SiS-Werks eingesetzt wurden anstatt solcher die GAS fertigte. Gebaut wurden einige T-60-Versuchsmuster:
- Der T-60-1 wurde im Spätherbst 1941 vom Konstruktionsbüro des Moskauer Kraftwagenwerkes „Josef Stalin“ (Sawod imeni Stalina, SiS) unter der Leitung B. M. Fittermanns und A. M. Awenarius entwickelt. Mit demselben Grundaufbau wie der T-60, waren seine Abmessungen wesentlich größer, um den leistungsfähigeren, aber schwereren und sperrigeren Busmotor vom Typ SiS-16 mit 88 PS (65 kW) einbauen zu können. Die Bewaffnung blieb unverändert, aber die neue Kraftanlage erlaubte eine Verstärkung der Panzerung ohne negative Folgen auf die Beweglichkeit. Als Hauptproblem des Entwurfes stellte sich der neue Motor selbst heraus, er war nur ein Versuchsmuster und besaß viele Teile aus Aluminium. Es stand weder genügend Zeit zur Verfügung, noch eine ausreichende Menge dieses Metalls um dessen Serienproduktion zu organisieren. Folglich wurde der T-60-1 für den Dienst in der Roten Armee nicht angenommen und nicht in Serie gefertigt.[G 7][T 5][K 25]
- Der T-60 mit 37-mm-Kanone SiS-19 wurde Anfang 1942 vom Konstruktionsbüro des Werkes Nr. 37 unter der Leitung N. A. Popows entwickelt. Das Gorkier Rüstungswerk Nr. 92 „Josef Stalin“ (auch „Sawod imeni Stalina“, nicht zu verwechseln mit dem Moskauer Autohersteller) entwarf die Kanone SiS-19, als deren Hauptkonstrukteur der bekannte sowjetische Techniker W. G. Grabin wirkte. Diese Waffe wurde auf ein Standardfahrgestell des T-60 in einem vollständig neuen Turm mit Kommandantenkuppel installiert. Die SiS-19-Kanone hatte dieselben ballistischen Eigenschaften wie die automatische 37-mm-Flugabwehrkanone M1939 (61-K) und fast die gleiche panzerbrechende Wirkung wie die 45-mm-Kampfwagenkanone M1938 (20-K). Auch war sie eine einfache Konstruktion und billiger in der Serienproduktion im Vergleich mit der 20-K. Doch der neue und schwerere Turm führte zu einem verringerten Fahrbereich auf der Straße von 390 km. Hinzu kam die schnelle Abnutzung des Rohres durch das Feuern und in der Folge ein starker Leistungsverlust des Geschützes. Die Munition stellte sich als weiteres Problem heraus. Die Serienproduktion der Geschosse für die 37-mm-Panzerabwehrkanone M1930 (1-K) wurde vor langer Zeit beendet, andere kompatible Geschosse für die 37-mm-Flak 61-K waren sogar in Flugabwehreinheiten in ungenügenden Mengen verfügbar. Als Ergebnis wurde der T-60 mit der 37-mm-Kanone SiS-19 nicht für den Dienst in der Roten Armee angenommen und ging nicht in Serie.[T 6][K 26]
- Den T-60-2 entwickelte das Konstruktionsbüro des Werkes Nr. 37 unter der Leitung N. A. Popows im Frühling 1942. Einige Besonderheiten des Entwurfes wurden vom Prototypenpanzer T-45 entlehnt. Dieser Panzer war eine Kombination aus dem T-60-Standardfahrgestell und einem vollständig neuen Turm, worin die 45-mm-Kampfwagenkanone SiS-19BM installiert wurde. Das Rüstungswerk Nr. 92 entwarf diese Waffe, W. G. Grabin war wieder führender Konstrukteur. Die neue Kanone zeigte positive Leistungen hinsichtlich ihrer Durchschlagfähigkeit und Kadenz, aber der Fahrbereich sank infolge des gestiegenen Gewichts nochmals bis auf 330 km. Der bekannte sowjetische Panzerkonstrukteur S. A. Ginsburg, der zu dieser Zeit als Bevollmächtigter für die Gesamtentwicklung sowjetischer Panzermodelle verantwortlich war, wollte den T-60-2 anstatt des T-70 in die Serienproduktion bringen. Seine Argumente waren einerseits die Nutzung nur eines GAS-202-Motor im T-60-2, wohingegen der T-70 zwei dieser Aggregate benötigte, hinzu kamen die besseren Charakteristika der SiS-19BM-Kanone gegenüber der Standardwaffe 20-K des T-70. Doch der Zwillingsmotor des T-70 erlaubte eine sofortige Verstärkung des Panzerschutzes und zukünftig die Installation eines Zwei-Mann-Turmes. In der Konstruktion des T-60-2 fehlten solche Reserven. Deshalb unterlag der T-60-2 im Wettbewerb gegen den sogar in bedeutenden Zahlen hergestellten T-70, entsprechend wurden alle Arbeiten am Entwurf eingestellt. Die Rote Armee nahm den T-60-2 nie in Dienst, es gab keine Serienproduktion.[G 8][T 7][K 25]
- Der T-60-S (russisch Т-60-З, der kyrillische Buchstabe З steht als Abkürzung für das Adjektiv зенитный – „Flugabwehr-“), in einigen Publikationen auch T-60-3 (T-60-Drei) wurde im zweiten Halbjahr 1942 vom Konstruktionsbüro des Werkes Nr. 37 unter der Leitung N. A. Popows entwickelt. Es handelte sich um einen Standard-T-60 mit einem etwas modifizierten Turm ohne Dach, in dem zwei überschwere DSchK-Maschinengewehre eingebaut wurden. Der große Höhenrichtbereich und die Ausstattung mit einem KT-8-Kollimatorvisier erlaubten den Einsatz gegen Luftziele. Aber das Visier wurde fehlerhaft installiert, auch wurde der Arbeitsplatz des Richtschützen von der Prüfungskommission als sehr unbequem befunden. Im Ergebnis wurde der T-60-S sogar für Tests nicht zugelassen.[9][T 8][K 27]

Man erwog auch die Möglichkeit, die 20-mm-Kampfwagenkanone TNSch durch die modifizierte Variante TNSch-2 gleichen Kalibers zu ersetzen. Aber letztere stellte sich als unzuverlässig heraus und wurde nicht in Dienst genommen.

### Fahrzeuge auf T-60-Fahrgestell
In Serie gebaute und Versuchsfahrzeuge auf Fahrgestell des T-60 wurden nicht nur in der Sowjetunion entwickelt, sondern entstanden auch als deutsche und rumänische Umbauten von Beutepanzern.
- Der BM-8-24 war ein sowjetischer gepanzerter Selbstfahrraketenwerfer auf Fahrgestell des T-60. Ursprünglich bildete der kleine Panzer T-40 die Basis für dieses Kampffahrzeug, aber nach der Einstellung der Serienproduktion wurde die Raketenwerfer-Anlage als Ganzes auf das neue T-60-Fahrgestell übernommen. Anstatt des Turmes wurde auf die mit der des T-60 ansonsten identischen Panzerwanne ein Aufbau aus zwölf Trägern mit Seiten- und Höhenrichtwerk gesetzt. Jeder Träger hielt zwei ungelenkte 82-mm-Raketengeschosse M-8 an Ober- und Unterseite; im Ergebnis bestand eine volle Salve somit aus 24 Raketen. Die Bezeichnung BM-8-24 (russisch БМ-8-24) setzt sich zusammen aus BM, der Abkürzung für Boewaja Maschina (russisch Боевая машина, Kampffahrzeug), die Ziffer 8 bezeichnet das Kaliber der Raketen in Zentimeter und die Zahl 24 die Gesamtzahl der Raketen einer Salve. Das Feuerleitgerät des BM-8-24 konnte alle Raketen in einer Salve oder nacheinander mit vorgegebenem Salventakt abfeuern. Die Fertigung der gepanzerten Selbstfahrraketenwerfer auf T-60-Fahrgestell lief solange wie dieser Panzer in Produktion war, zwischen Oktober 1941 und August 1942. Später wurde die Herstellung der BM-8-24 mit im Rahmen der Leih- und Pacht-Gesetze gelieferten amerikanischen LKW fortgesetzt. Diese besaßen keinen Panzerschutz, damit war der Raketenwerfer auf T-60-Fahrgestell der letzte sowjetische Typ eines gepanzerten Kettenkampffahrzeugs mit Raketenbewaffnung in der Kriegszeit.[10]
- Das OSA-76 oder OSU-76 war ein leichtes Selbstfahrartilleriefahrzeug auf dem Fahrgestell des T-60. Es wurde als Selbstfahrlafette für die 76-mm-Divisionskanonen vom Typ SiS-3 oder 57-mm-Panzerabwehrkanonen vom Typ SiS-2 für die Schützen- und Artillerieeinheiten der Roten Armee im Rahmen eines diskutierten Motorisierungsprogrammes entwickelt. Hieraus leitet sich die Bezeichnung des Fahrzeuges als Abkürzung von Obtschschewojskowaja Samochodnaja Artillerija (russisch общевойсковая самоходная артиллерия, etwa „Allgemeine Truppen-Selbstfahrartillerie“) ab. Wichtiger Faktor für die Entstehung des OSA-76 waren die hohen Verluste von Lastkraftfahrzeugen, bis zu 24-52 % des gesamten Fuhrparkes, in den Offensivoperationen des zweiten Halbjahres 1943. Bereits die leichte Panzerung konnte die Überlebensfähigkeit des Geschützes und seiner Bedienmannschaft unter Gewehrfeuer stark vergrößern, das Kettenlaufwerk versprach eine gute Mobilität im Gelände. Ein weiterer Anlass zur Entwicklung des Fahrzeugs war das Fehlen gepanzerter Selbstfahrartillerie in Unterstellung der Schützendivisionen, Artillerie-Regimentern und -Brigaden. In kurzer Zeit wurden sie alle den Panzertruppen der Roten Armee untergeordnet, andere Waffengattungen des sowjetischen Heeres blieben ohne eigene gepanzerte Unterstützungsmittel. Früh im Jahr 1943 war diese Maßnahme vertretbar, denn nur Panzereinheiten hatten die erforderlichen Mittel für Einsatz, Wartung, Bergung und Instandsetzung von Kettenkampffahrzeugen. Aber bis 1944 stieg deren Ausbildungs- und Ausstattungsniveau so weit an, dass die Wiedereinführung eigener Selbstfahrartilleriefahrzeuge, wenn auch begrenzt, möglich wurde. Konstrukteur M. N. Tschschukin vom Werk Nr. 38 in Kirow entwarf auf Basis des T-60 eine sehr leichte Selbstfahrlafette (3,5 Tonnen) für die weitverbreitete Divisionskanone vom Typ SiS-3, die schnell gebaut und im Frühling, Sommer und Herbst 1944 geprüft wurde. Das Fahrzeug zeigte gute Eigenschaften als Unterstützungs- und Steilfeuerwaffe bei gleichzeitig exzellenter Mobilität mit ausreichendem Fahrbereich und konnte darüber hinaus mit minderwertigem Benzin betankt werden. Nicht nur die Vertreter der Schützen- und Artillerie-Waffengattungen waren am OSA-76 interessiert, sondern auch die Führungen der Fallschirm- und Panzertruppen. Letztere waren besonders darüber empört, dass das OSA-76 hinsichtlich der vorgenannten Eigenschaften im Vergleich mit den in Serie gebauten und elf Tonnen schweren SU-76 günstiger Abschnitt. Infolgedessen nahmen die Panzergeneräle die Entwicklung in ihre Hand, was sogar zum Wechsel der Bezeichnung zum eher üblichen OSU-76 führte. Doch die Motorisierung der Artillerie- und Schützeneinheiten wurde nicht umgesetzt, entsprechend kam dieses vielversprechende Projekt zu einem Ende.[11]
- Der TACAM T-60 war ein rumänischer Panzerjäger auf dem Fahrgestell des T-60. Ursprünglich wurden Beutepanzer dieses Typs in den rumänischen Streitkräften infolge ihres niedrigen Kampfwertes als Lehrfahrzeuge im Hinterland verwendet. Aber die sich verschlimmernde Situation an der Front und die ungenügenden Lieferungen kampfstärkerer Panzermuster brachte Oberstleutnant K. Giulai auf die Idee, die verfügbaren T-60 in Selbstfahrlafetten für Panzerabwehrkanonen umzuwandeln. Ende 1942 war der Entwurf fertiggestellt und wurde an die Firma „Leonida & Co“ zur Umsetzung übergeben. Dieser Betrieb baute einen Prototyp, genannt Tun Anticar per Afet Mobil T-60, abgekürzt TACAM T-60. Am 12. Januar 1943 war das erste Fahrzeug bereit für Tests. Es bestand aus einem Laufwerk des T-60 mit einem nach oben offenen Aufbau am Heck anstatt des Turms. Erbeutete sowjetische 76-mm-Divisionskanonen Modell 1936 (F-22) wurden als Hauptbewaffnung der TACAM T-60 benutzt. Ihre Durchschlagfähigkeit war ausreichend, um erfolgreich gegen mittlere Panzer vom Typ T-34 zu kämpfen; auch ihre Spreng- und Splittergranaten besaßen eine gute Wirkung gegen feindliche Infanterie und Feldbefestigungen. Aber es ergab sich damit ein stark überlastetes Fahrgestell mit allen daraus resultierenden Mängeln. Trotz dieses Umstandes wurde der neue Panzerjäger für den Dienst in der Rumänischen Armee angenommen und die Firma „Leonida & Co“ baute 34 T-60 auf diese Weise bis Dezember 1943 um. Sie wurden wenig in Gefechten auf Seiten der Achsenmächte verwendet, auch sind nur wenige Information über ihren Einsatz nach Rumäniens Übertritt zu den Alliierten bekannt. TACAM T-60 nahmen an der Transsilvanien-Offensive der 4. rumänischen Armee zusammen mit den sowjetischen Streitkräften im Oktober–November 1944 teil. Nach dem Kriegsende wurden sie schnell ausgemustert und verschrottet.[K 28]
- Der Mareşal (rumänisch Marschall) war ein rumänischer Prototyp eines Jagdpanzers auf dem Fahrgestell des T-60. Im Dezember 1943 begann seine Entwicklung, im Juli 1944 wurde das erste Muster gebaut. Die Außenformen dieses Fahrzeuges erinnerten an den späteren deutschen Jagdpanzer 38 „Hetzer“. Als Bewaffnung diente eine Kanone vom Typ „Resita“ M1943. Dieses Geschütz war ein ungewöhnlicher „Hybrid“ aus der sowjetischen 76-mm-Divisionskanone M1942 (SiS-3) mit der deutschen 7,5-cm-Panzerabwehrkanone 40. Der Versuch der Organisierung einer Serienproduktion des Mareşal schlug fehl.[K 28]
- T-60-Beutepanzer, in deutschen Diensten als Panzerkampfwagen 743(r) T60 bezeichnet, wurden in Feldinstandsetzungwerken der Wehrmacht zu gepanzerten Artillerie-Schleppern und Munitionsträgern für Panzerabwehrkanonen und leichte Infanteriegeschütze umgebaut. Diese Fahrzeuge trugen keine offizielle Bezeichnung. Im Wesentlichen waren es T-60-Fahrgestelle mit entferntem Turm. Die Drehkranzöffnung wurde mit einer Panzerplatte verschweißt. Für den Zugang nach innen war eine Luke im Dach vorgesehen. Im ehemaligen Kampfraum wurden Munitionshalterungen und Zubehör für Wartung und Instandsetzung des Geschützes untergebracht.[K 28]

### „Flügel des Panzers“
Eines der ungewöhnlichsten Projekte zur Verwendung des T-60 war ein Vorschlag des prominenten sowjetischen Flugzeugkonstrukteurs Oleg Konstantinowitsch Antonow zum Lufttransport des Panzers. Durch Anbringen von Flügeln und Leitwerk an die Panzerwanne sollte ein nicht wiederverwendbarer Lastensegler entstehen. Damit sollte der T-60 bei Fallschirmoperationen und zur qualitativen Verstärkung von Partisaneneinheiten zum Einsatz kommen. Die obsoleten schweren viermotorigen Bomber vom Typ TB-3 oder die modernen Langstreckenbomber vom Typ Il-4 sollten als Schleppmittel Verwendung finden. Nach dem Abhängen vom Schleppflugzeug sollte der „geflügelte Panzer“ auf einem kleinen freien Bodenstreifen landen, um dann unverzüglich nach dem Abwurf der Anbauten ins Gefecht gehen zu können.
Im Sommer 1942 wurde ein solcher Segler in einem Militärwerk in Tjumen gefertigt. Er erhielt die Bezeichnung AT-1 oder KT (russisch «Крылья танка» – „Flügel des Panzers“) und war als Doppeldecker mit Doppelleitwerksträger ausgelegt. Diese Konstruktion wurde auf der Panzerwanne des T-60 befestigt. Die Länge lag bei etwa 12 Meter, die Flügelspannweite betrug 18 Meter, die Gesamtflügelfläche 86 Quadratmeter und die Abflugmasse ohne Panzer erreichte fast 2 Tonnen. Das Gewicht des T-60 für die Verwendung mit dem KT wurde mit 5,8 Tonnen berechnet und die vermutliche Tragflächenbelastung lag bei 90 Kilopond pro Quadratmeter.
Im August–September 1942 wurde das KT-Segelflugzeug vom Ljotno-Issledowatelski-Institut (LII, Flugforschungsinstitut) in der Stadt Schukowski geprüft. Zur Gewichtseinsparung wurden vom T-60 der Turm, der Scheinwerfer, die oberen Kettenabdeckungen und der größere Teil des Kraftstoffs entfernt. Sergei Nikolajewitsch Anochin, prominenter sowjetischer Testpilot und Segelflugsportler, bildete das einzige Besatzungsmitglied des KT. Schleppflugzeug war ein TB-3-Bomber mit einer auf bis 970 PS forcierten Motorenausführung AN-34RN. Der Schleppzug konnte erfolgreich starten und erreichte eine Geschwindigkeit und Flughöhe von 130 km/h bzw. 40 Meter. Später stieg aber die Kühlwassertemperatur der Motoren der TB-3-Maschine stark an, so dass der Zug begann abzugleiten. Zum weiteren Schutz vor einer Motorüberhitzung beschloss der Kommandant P. A. Jeremejew den KT abzuhängen. Dank seiner Erfahrung konnte Anochin in der Nähe des Flugplatzes in der damaligen Moskauer Vorstadt Bykowo sicher landen. Nach der Landung fuhr er, Flügel und Leitwerk weiter angebracht, mit eigener Motorkraft weiter zu den Flugplatzgebäuden. Nicht über den Test des ungewöhnlichen Prototyps informiert, versetzte der Flugplatzkommandeur die Flakbatterie in Kampfbereitschaft und verhaftete Anochin. Nach Ankunft von Vertretern des LII wurde er freigelassen und der Panzer wurde mit eigener Kraft zur Prüfungsstelle zurückbefördert.
Die Tests zeigten deutlich, dass der Entwickler des Seglers in seinen Berechnungen den aerodynamischen Widerstand der Ketten und Spanndrähte des Tragwerks nicht berücksichtigt hatte. Im Ergebnis wurde die notwendige Motorleistung des Schleppflugzeuges unterschätzt. In der Praxis konnte daher ein solcher Lastensegler nur durch den modernen viermotorigen strategischen Bomber vom Typ Pe-8 geschleppt werden. Diese nur in Kleinserie gebauten Flugzeuge (etwa 80 Stück) wurden als Langstreckenbomber gegen das Dritte Reich und seine Verbündeten verwendet, ihre Nutzung für Schleppzwecke war damit nicht möglich. Als logische Konsequenz wurden die Arbeiten an dem KT und das Gesamtprojekt eingestellt.

## Entwurfsanalyse
Der leichte Panzer T-60 kann als Rückschritt im sowjetischen Panzerbau angesehen werden. In seiner Gesamtheit betrachtet, ist er zwischen dem damaligen modernen kleinen schwimmfähigen Aufklärungspanzer T-40 und dem obsoleten leichten Infanterieunterstützung-Panzer T-26 einzuordnen; dabei wies der T-60 keine der Vorzüge beider Fahrzeuge auf. Das Fehlen amphibischer Fähigkeiten und Funkanlagen bei Linienpanzern sowie die niedrige Geschwindigkeit machten den T-60 für Aufklärungszwecke ungeeignet. Trotz des stärkeren Panzerschutzes und der besseren Mobilität im Vergleich mit dem T-26 fehlte dem T-60 dessen 45-mm-Kanone, die für das Bekämpfen feindlicher Panzer und Geschützstellungen wenigstens notwendig war. Die 20-mm-Kanone TNSch begrenzte daher den Wert des T-60 als Infanterieunterstützungspanzer enorm. Darum hatte die Führung der Roten Armee bereits im März 1942, als der Nachfolger T-70 serienreif wurde, keinen weiteren Bedarf an T-60-Panzern.
Nichtsdestotrotz war der T-60 wichtig für die Rote Armee. Unter den katastrophalen Bedingungen des Jahres 1941 in Armee und sowjetischer Militärindustrie war er eine wirkliche Lösung des Problems, wie die Truppen nach den riesigen Verlusten in einem möglichst kurzen Zeitraum, bei gleichzeitig minimalen Kosten, mit den dringend erforderlichen Panzern ausgerüstet werden konnten. Im November 1941 produzierte in der Sowjetunion nur eine einzige Panzerfabrik regulär, das Stalingrader Traktorwerk, das die mittleren Panzer T-34 herstellte. Der Entwickler und Haupthersteller dieser Kampffahrzeuge, das Charkower Werk Nr. 183, wurde kriegsbedingt nach Nischni Tagil evakuiert; andere schwere Maschinenbau- oder Schiffsbaubetriebe (USTM-Werk in Swerdlowsk und Werk Nr. 112 „Krasnoje Sormowo“ in Gorki) befanden sich noch in der Vorbereitung für die Serienfertigung des T-34. Das Leningrader Kirow-Werk, der Hauptproduzent der schweren KW-Panzer, wurde teilweise nach Tscheljabinsk evakuiert und später schließlich durch Blockade abgeschnitten. Ende Oktober 1941 endete in diesem Betrieb die Panzerfertigung. Das Kirow-Werk in Tscheljabinsk organisierte noch die Serienproduktion des KW-1, der Produktionsausstoß war zu dieser Zeit sehr gering. Der Hersteller des modernen leichten Panzers T-50, das Leningrader Werk Nr. 174 befand sich in derselben Lage, Werksteile wurden nach Orenburg und weiter nach Omsk evakuiert. Also steigerte die Aufnahme des Panzerbaus mit dem T-60 in unspezialisierten Betrieben der Automobilindustrie und Eisenbahn- und Schiffsinstandsetzungswerken das Militärpotenzial des ganzen Landes stark. Später stellten viele von ihnen erfolgreich auf die Produktion kampfstärkerer Panzermuster um.
Trotz all seiner Nachteile war der T-60 ein im Kampf brauchbares Fahrzeug. Obwohl fast nutzlos gegen feindliche Panzer oder befestigte Stellungen, war er wirksam gegen Infanterie einzusetzen; die geringen Abmessungen und der niedrige Bodendruck erlaubten daneben auch Operationen in Wald- und Moorgelände. Dies spielte eine wichtige Rolle während der Gefechte zum Entsatz Leningrads. Das Fahrzeug war ausreichend zuverlässig, einfach in der Fertigung, Wartung und Instandsetzung sowie leicht zu fahren. In dieser Hinsicht waren die T-60 den von Januar bis November 1942 gebauten T-34- oder KW-1-Panzern überlegen, die an vielen Mängeln litten. Gravierend war bei diesen vor allem die niedrige Fertigungsqualität, die zu häufigen mechanischen Defekten führte, und auf Grund der schwergängigen Gangschaltung waren sie unbequem zu fahren.
Doch diese positiven Eigenschaften des T-60 konnten seine schwache Bewaffnung und Panzerung nicht aufwiegen. Hingegen ermöglichten Reserven in der Konstruktion eine weitere Aufrüstung und Verbesserung. Das Nachfolgemuster, der leichte Panzer T-70, übernahm den Grundaufbau und viele Teile und Geräte vom T-60. Damit stellt letzterer eine bedeutende Stufe in der Geschichte des sowjetischen Panzerbaus dar. Heute wird er von Militärhistorikern als Schritt zum „perfekten“ Ersatz für vollwertige Panzer unter den schweren Kriegsbedingungen angesehen.
Vergleichbare Fahrzeuge
| Technische Daten             | T-60              | Pz. II Ausf. F     | L6/40              |
| ---------------------------- | ----------------- | ------------------ | ------------------ |
| Staat                        | Sowjetunion       | Deutsches Reich    | Königreich Italien |
| Gewicht, Tonnen:             | 6,5               | 9,5                | 6,8                |
| Länge über alles, m          | 4,1               | 4,8                | 3,8                |
| Breite über alles, m         | 2,4               | 2,3                | 1,9                |
| Höhe, m                      | 1,75              | 2,2                | 2,2                |
| Besatzung                    | 2                 | 3                  | 2                  |
| Baujahr(e)                   | 1941–1943         | 1941–1942          | 1940–1944          |
| Hauptbewaffnung:             | 20 mm, L82        | 20 mm, L55         | 20 mm, L65         |
| Sekundärbewaffnung:          | 1 × 7,62-mm-MG    | 1 × 7,92-mm-MG     | 1 × 8-mm-MG        |
| Granaten, Stück:             | 750               | 330                | 312                |
| Schuss MG-Munition:          | 945               | 2 700              | 1 560              |
| Frontpanzerung, mm           | 15–35             | 35                 | 30                 |
| Seitenpanzerung, mm          | 15                | 15                 | 15                 |
| Turmpanzerung, mm            | 25–35             | 15–30              | 40                 |
| Motortyp                     | Ottomotor GAS-202 | Ottomotor HL 62 TR | Ottomotor SPA 18D  |
| Leistung, PS                 | 70                | 140                | 70                 |
| Leistungsgewicht, PS/Tonne:  | 10,7              | 14,7               | 10,3               |
| Höchstgeschwindigkeit, km/h: | 42                | 40                 | 42                 |
| Fahrbereich (Straße), km:    | 410               | 200                | 200                |

Es gibt einige mit dem T-60 vergleichbare Panzer-Entwürfe in anderen Ländern. Im Bereich Bewaffnung und Panzerung wiesen der deutsche Panzerkampfwagen II Ausf. F und der italienische Carro Armato L6/40 ähnliche Charakteristika auf. Ersterer hatte eine lange Entwicklungsgeschichte, die Ausführung F mit 20-mm-Kampfwagenkanone 38 und 35-mm-Frontpanzerung glich auf dem Papier dem T-60. Aber im Unterschied zu dem sowjetischen Panzer zählte die Besatzung des Panzer II drei Mann, was den Gefechtswert des deutschen Fahrzeugs wesentlich steigerte. Der Maybach-Motor HL 62 TRM mit 145 PS des Pz.Kpfw. II Ausf. F ergab bei einem Gewicht von etwa 9,5 Tonnen einen klaren Vorteil in der Mobilität gegenüber dem T-60 mit seinem 70-PS-Motor GAS-202 bei 6,5 Tonnen Gewicht. Außerdem wurde die 2 cm KwK 38 von einer Flugabwehrkanone desselben Kalibers abgeleitet und wies eine höhere Feuergeschwindigkeit, günstigere ballistische Eigenschaften und eine höhere Durchschlagsleistung im Vergleich mit der sowjetischen TNSch auf, die eine überarbeitete Version einer Flugzeugbordwaffe war. Doch ähnlich wie in der Geschichte des T-60 wurde der Pz.Kpfw. II Ausf. F 1941/1942 als Ersatz für die in nur ungenügender Anzahl vorhandenen kampfstärkeren Panzerkampfwagen 38 (t) und Panzerkampfwagen III gefertigt.
Der italienische L6/40 mit einer maximalen frontalen Panzerung von etwa 40 mm (ohne Neigung) war ursprünglich als Aufklärungspanzer vorgesehen. Aber der Einsatz beschränkte sich nicht nur auf die hierfür vorgesehenen Cavalleggeri oder Reparti Esplorante Corazzati (Leichte Kavallerie bzw. Panzeraufklärung). Häufig verwendete die italienische Armee L6/40 als Ersatz für fehlende kampfstärkere Panzer. Mit 6,8 Tonnen Gewicht, einer Zwei-Mann-Besatzung, 70-PS-Motor und 20-mm-Kanone, geeignet zum Einsatz gegen nur leicht gepanzerte Ziele, war er die eheste Entsprechung des T-60. Die anderen Kriegsteilnehmer, Großbritannien, die USA und Japan bauten keine Serienmuster leichter Panzer mit einem Gewicht bis 10 Tonnen, die mit einer automatischen 20-mm-Kanone bewaffnet und mit einer 30–40 mm starken Frontpanzerung geschützt waren.

## Museale Rezeption

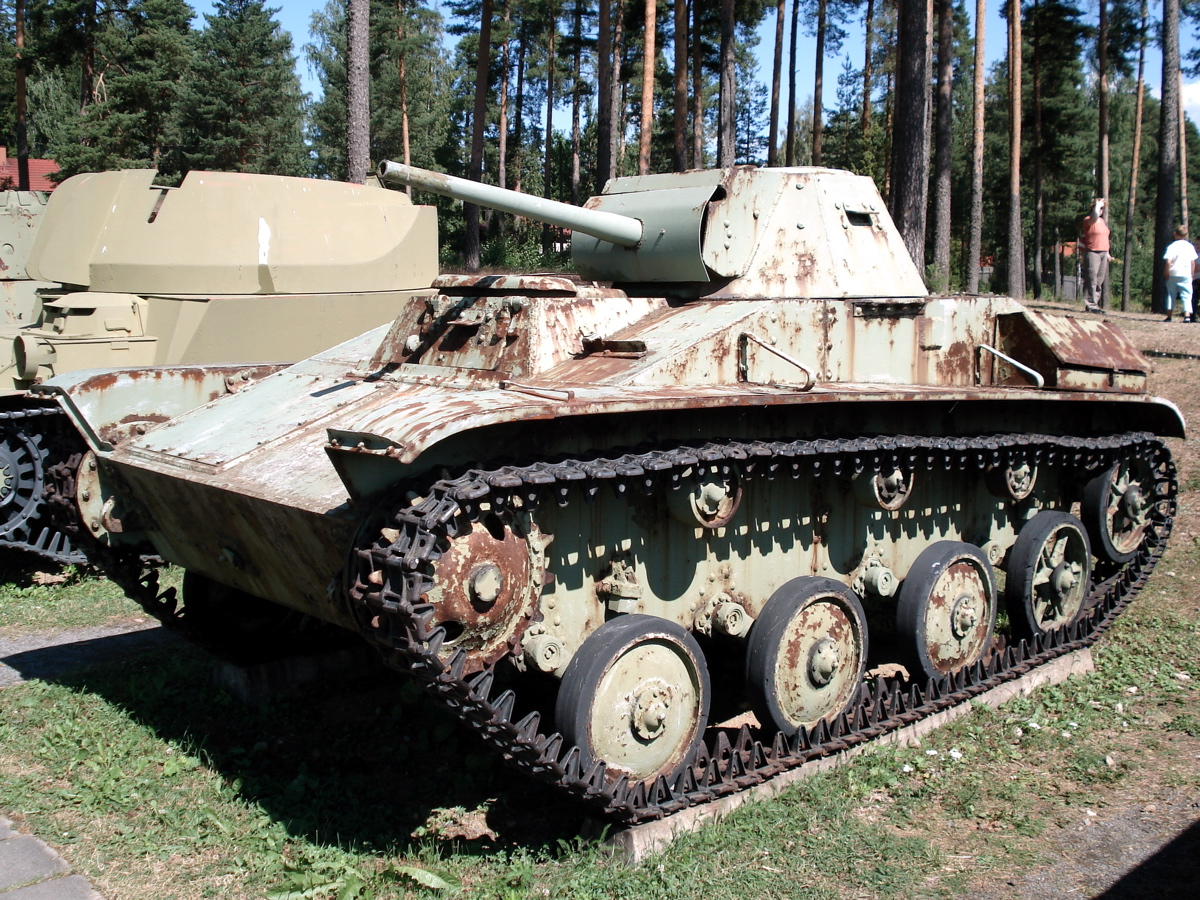
Erbeuteter Panzer vom Typ T-60 im finnischen Panzermuseum Parola

In verschiedenen Sammlungen werden T-60 gezeigt:
- Museum der Leningrader Blockade  Der erste zu einer Ausstellung gehörende T-60 war das Fahrzeug Nr. 164 des Leutnants D. I. Ossatjuks. Es galt als einer der ersten Panzer, welche die Leningrader Blockade durchbrachen und war seit der Gründung im März 1947 Teil der Ausstellung. In den frühen 1950er Jahren wurde das Museum aus politischen Gründen geschlossen und viele der wertvollen Exponate verschwanden, so auch dieser geschichtsträchtige Panzer.

- Panzermuseum Kubinka Die nationale sowjetische und heutige russische Sammlung zeigt einen T-60. Das Exponat in Kubinka wurde vom Werk Nr. 37 im September 1941 in der Nullserie gefertigt.
- Panssari Museo Die nationale finnische Sammlung in Parola zeigt einen T-60. Der finnische Beutepanzer trägt nur eine grobe Imitation der Hauptwaffe.

Seit Anfang der 2000er Jahre wurden bis heute drei weitere T-60 in Russland gefunden und restauriert:
- Private Sammlung in der Archangelskoje bei Moskau  Es handelt sich um einen T-60 der 1943 bei Leningrad im Sinjawinskije Moor sank. Dieses Fahrzeug wurde geborgen und wieder fahrtüchtig gemacht.
- Gedenkstätte  in Werchnjaja Pyschma in der Oblast Swerdlowsk  Ein geborgener und nicht fahrtüchtiger T-60 der in restauriertem Zustand präsentiert wird.[5]
- Gedenkstätte in der Siedlung Glubokoje in der Oblast Rostow  Ein geborgener und nicht fahrtüchtiger T-60 der in restauriertem Zustand präsentiert wird.[K 30]

## Weiterführende Informationen